# Madeira
Madeira [mɐˈðɐjɾɐ] (von portugiesisch madeira für „Holz“) ist eine portugiesische Insel, 951 km südwestlich von Lissabon und 737 km westlich der marokkanischen Küste im Atlantischen Ozean. Sie gehört mit der kleineren Insel Porto Santo und der unbewohnten kleineren Inselgruppe Ilhas Desertas zur Inselgruppe Madeira, die gemeinsam mit den ebenfalls unbewohnten Ilhas Selvagens die Autonome Region Madeira bildet.
Die Bewohner von Madeira heißen Madeirer, das Adjektiv zu Madeira lautet madeirisch. Madeira hat etwa 250.000 Einwohner auf einer Fläche von 741 km². Als Teil Portugals gehört Madeira zur Europäischen Union. Die Zeitzone ist wie im Mutterland Portugal WEZ und entspricht im Winter der koordinierten Weltzeit (UTC + 0, gegenüber Mitteleuropa − 1 Stunde). Für die Zeit von Ende März bis Ende Oktober ist wie im übrigen Europa die Sommerzeit eingeführt.

## Geographie

### Landschaft

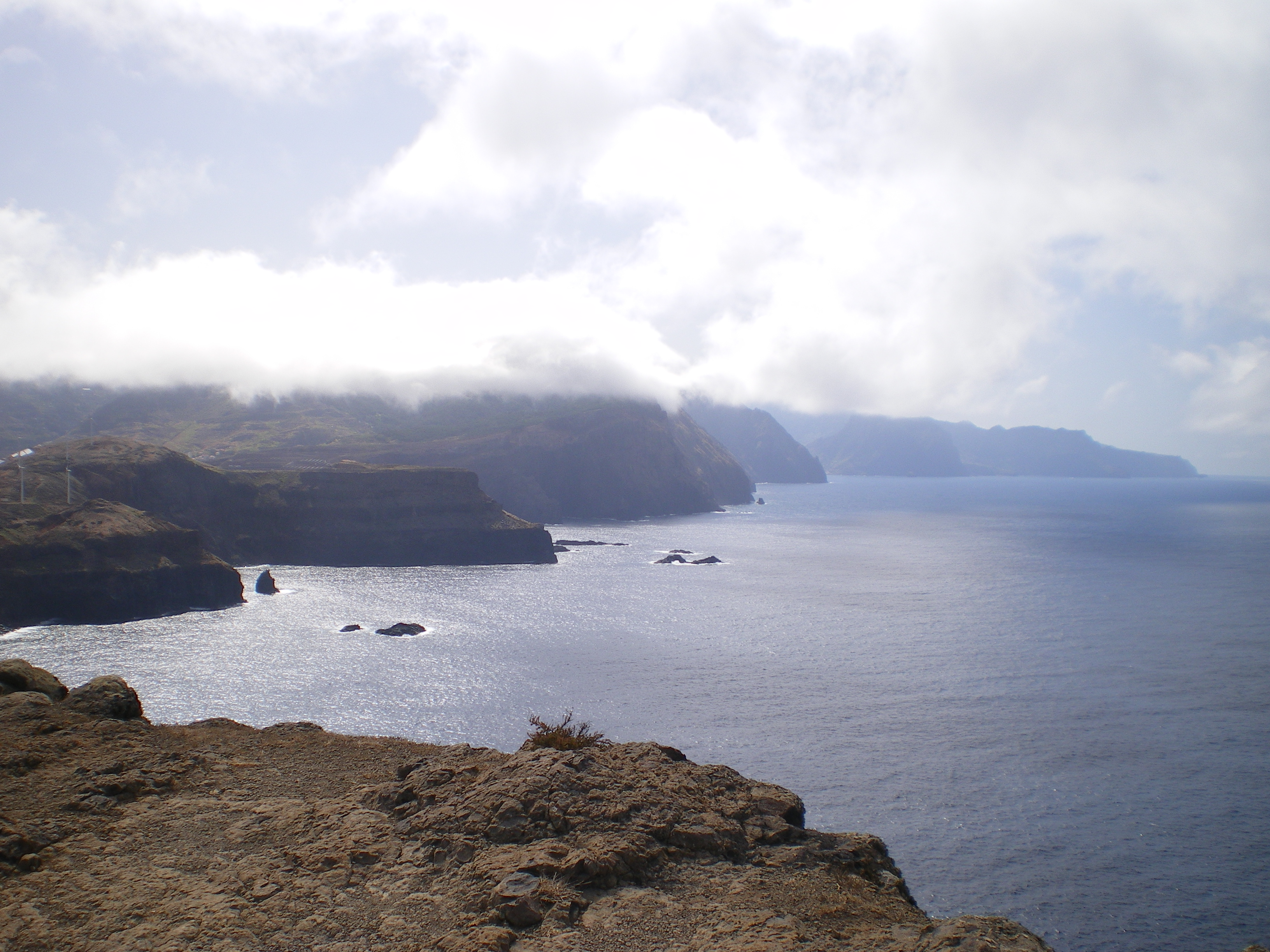
Blick von Osten auf die Nordküste

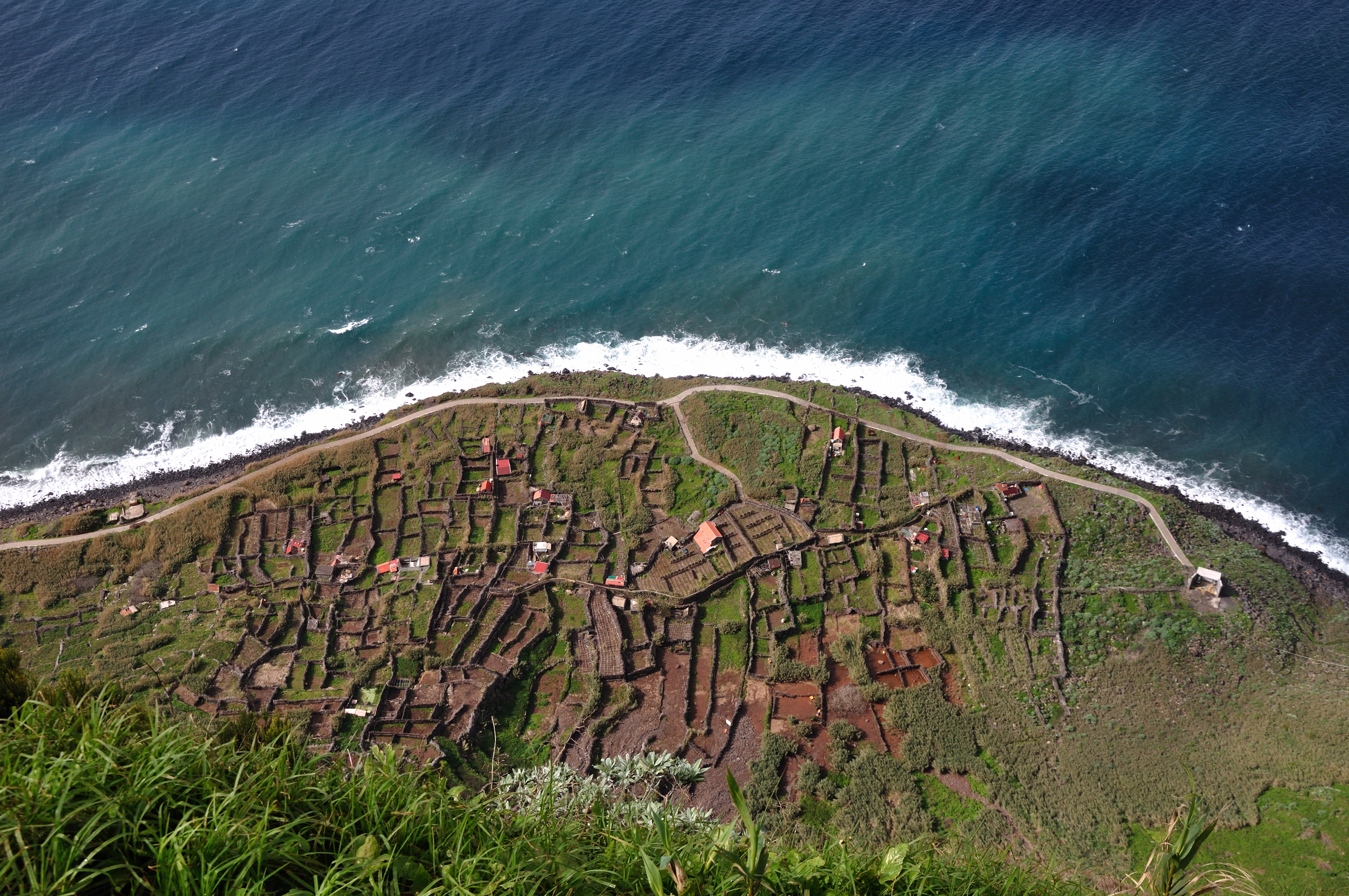
Sicht von der Seilbahnstation bei Achadas da Cruz

Die gesamte Insel hat Mittel- bis Hochgebirgscharakter. Die Küste Madeiras fällt steil ins Meer ab.
In der Mitte der Insel ragen die höchsten Gipfel empor. Der höchste Berg ist der Pico Ruivo mit 1862 m. Dieser bildet zusammen mit dem Pico do Arieiro, dem Pico das Torres und dem Pico Grande das Hochgebirge der Insel. Hier ist das Lavagestein sehr zerklüftet und zeigt interessante Felsformationen.
Im westlichen Teil der Insel liegt das Hochmoor Paul da Serra. Es handelt sich dabei um eine relativ ebene Hochfläche in einer Höhe von 1300 m bis 1500 m über dem Meer. Nördlich der Hochfläche schließt sich mit dem Tal des Ribeira da Janela das tief eingeschnittene Tal des mit 12 km längsten Flusses der Insel an.

### Geologie

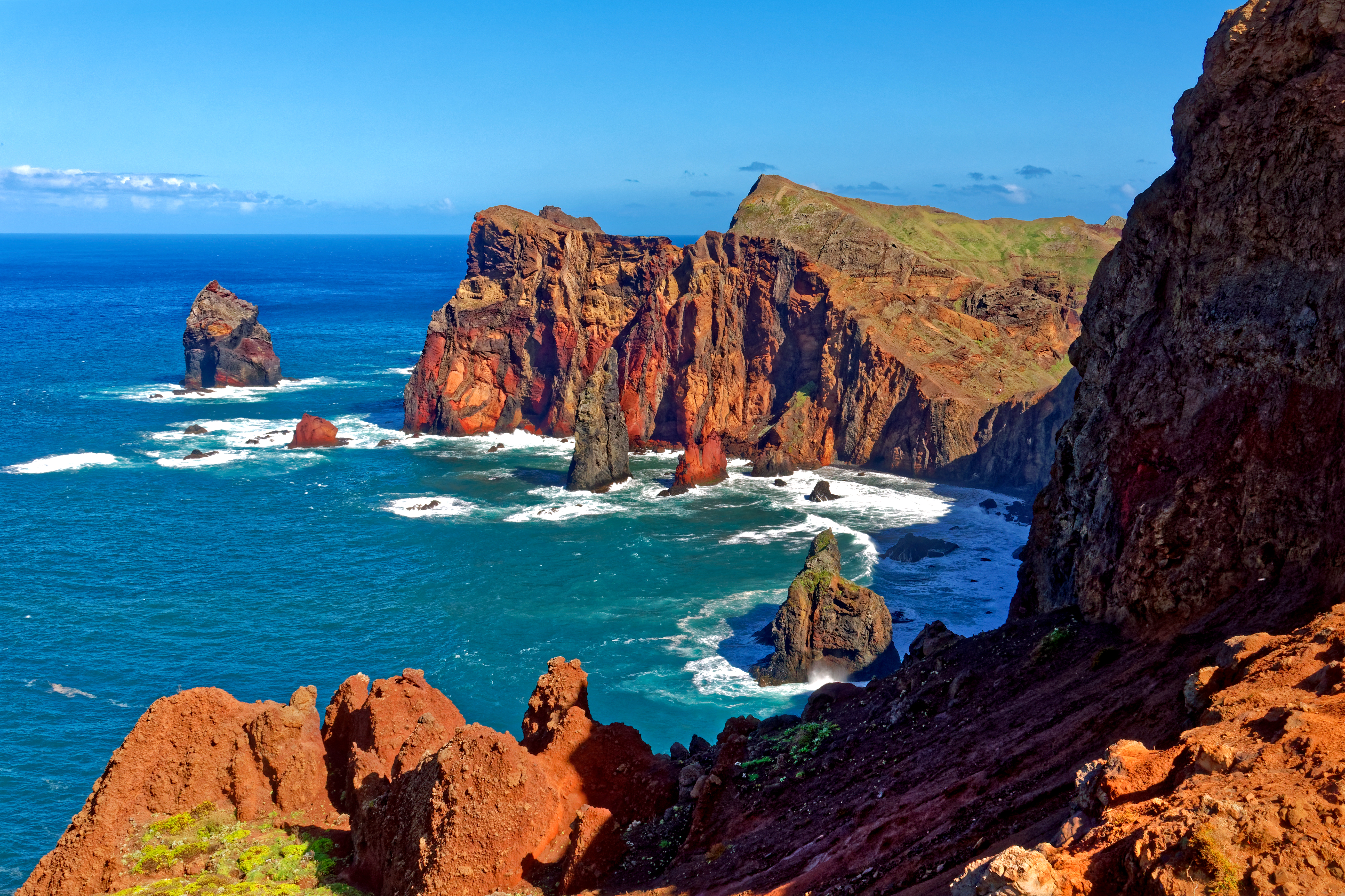
Der westliche Teil des Ponta de São Lourenço an der Ostspitze von Madeira

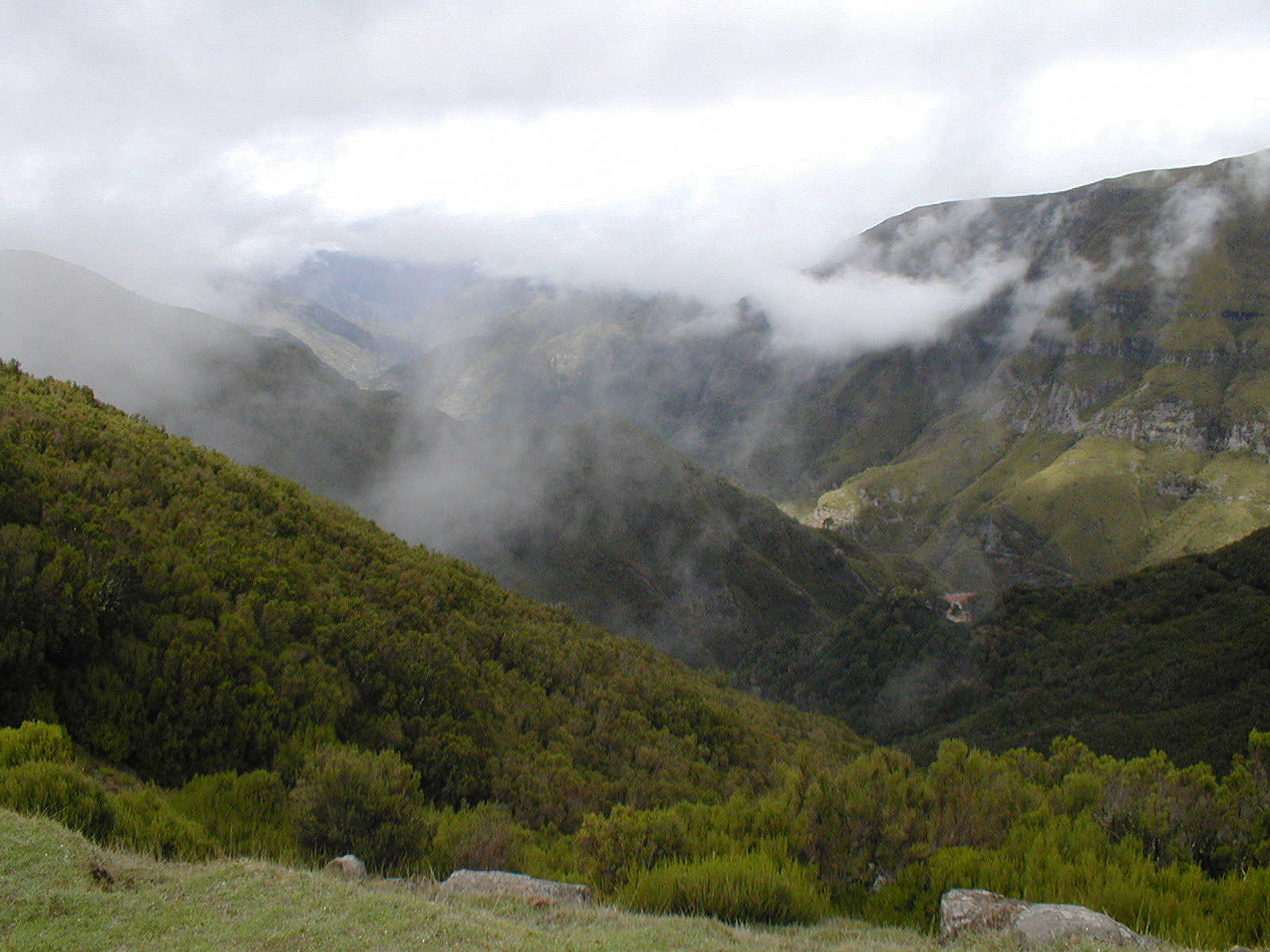
Madeiras schroffes Hinterland

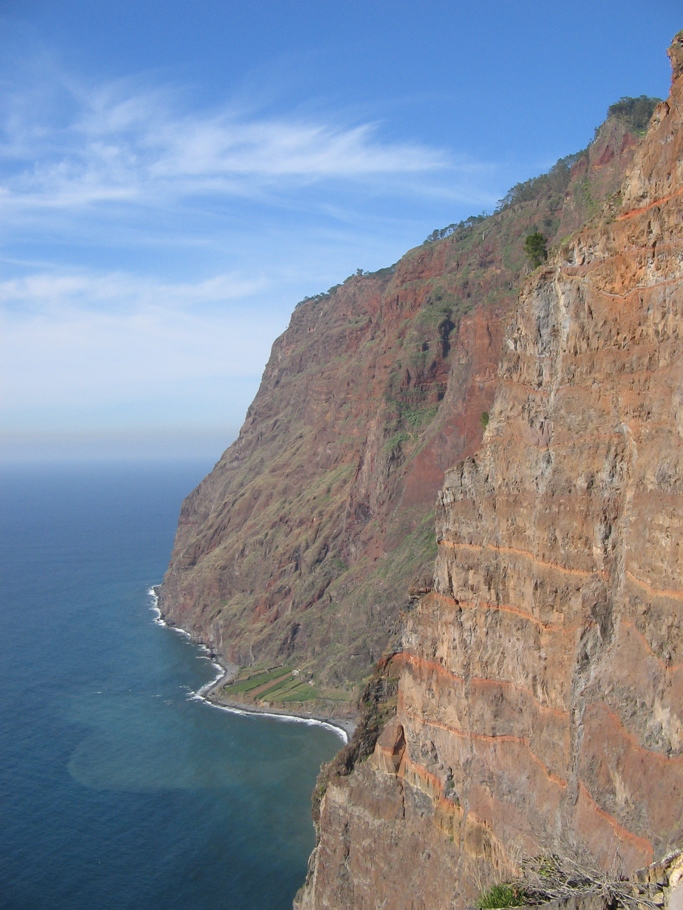
Cabo Girão

Madeira liegt auf der Afrikanischen Platte und ist, wie auch seine Nachbarn, die Azoren und die Kanarischen Inseln, vulkanischen Ursprungs. Mit den Azoren, den Kanaren und den Kapverden bildet der Madeira-Archipel (inklusive der Ilhas Selvagens) die Inselregion Makaronesien („glückselige Inseln“). Madeira ist durch einen Hotspot entstanden. Die Insel ist nur das oberste Viertel des gesamten Vulkansystems. Die Klippen fallen unter der Wasseroberfläche bis zu 4000 m zum Meeresgrund ab.
Madeira entstand in mehreren vulkanisch aktiven Phasen, wobei die genaue Lage der jeweiligen Krater nicht mehr auszumachen ist. In jeder vulkanischen Phase gab es an mehreren Stellen der Insel Ausbruchszentren. Überbleibsel dieser Phase sieht man an einigen Stellen im Inselinnern, an denen pyroklastisches Gestein von mit basaltischem Material gefüllten Eruptivgängen durchzogen ist. An einigen Stellen im Hochgebirge sieht man außerdem auffällige Kuppeln oder Felsklippen. Hierbei handelt es sich um ehemalige Schlotgänge, die, anders als das umgebende Gestein, noch nicht von der Erosion abgetragen wurden.
Die erste Phase der vulkanischen Aktivität begann vor etwa 18 Millionen Jahren und endete im Pliozän vor etwa drei Millionen Jahren. Sie war durch sehr starke eruptive Ausbrüche gekennzeichnet. In der zweiten Phase der vulkanischen Aktivität, die vor etwa 740.000 Jahren endete, vergrößerten Lavaauswürfe und pyroklastische Sedimente den Inselumfang vor allem am südlichen, westlichen und südöstlichen Rand. Zwei weitere vulkanische Phasen bildeten die Steilhänge im Norden und Süden sowie die Basaltdecken der Hochebene aus. Die letzte vulkanisch aktive Phase begann vor etwa 500.000 Jahren. Da man in einigen Gesteinen Holzkohlestücke gefunden hat, die man mit der Radiokarbonmethode datieren konnte, schätzt man, dass diese letzte Phase erst vor 6450 Jahren endete. Die heute als Touristenattraktion vermarkteten Lavahöhlen Grutas de São Vicente entstanden in dieser letzten Phase vulkanischer Aktivität. Sie blieben als röhrenförmiger Hohlraum zurück, als die bei dem Ausbruch abfließende Lava an der Oberfläche abkühlte und sich verfestigte. Unterhalb der Oberfläche dagegen floss die Lava mit hoher Temperatur und großer Fließgeschwindigkeit durch diese Röhre, bis der Vulkan kein weiteres Material mehr ausspie.
Kalksedimente, die sich aus miozänen Korallenriffen gebildet haben, finden sich ebenfalls an einigen Stellen der Insel. Sie enthalten teilweise fossile Schneckenschalen, anhand derer man nachweisen konnte, dass das Klima im Miozän auf Madeira deutlich wärmer als das heutige Klima war.
Da Madeira eine verhältnismäßig junge Insel ist, haben die Flüsse der Insel meist ein sehr starkes Gefälle, weisen zahlreiche Wasserfälle auf und die Flussläufe führen ohne mäandernde Schleifen direkt zum Meer. Der Pico Ruivo ist mit 1862 m der höchste Gipfel der Insel und zugleich einer der höchsten Berge Portugals. Die Küste von Madeira ist steil und felsig. Westlich von Câmara de Lobos erhebt sich das Cabo Girão, eine der höchsten Steilklippen Europas, 580 m über den Atlantik.
Tiefgründige, fruchtbare Böden findet man auf Madeira am Fuß von Hängen. Sie werden von den Einwohnern Madeiras als Fajãs bezeichnet und ebenso wie die ebenfalls fruchtbaren Achadas, die kleinen Hochplateaus, als Ackerbauflächen genutzt. Im Hochgebirge sind die Böden dagegen sehr dünn und bestehen gelegentlich nur aus Steinen und Kies.

### Klima
Madeira liegt in den Subtropen und verfügt über mehrere Mesoklimata. Im Norden der Insel regnet es häufig, der Süden ist dagegen eher trocken. Im Sommerhalbjahr liegt die Insel im Einflussbereich des Nordostpassats, im Winterhalbjahr liegt sie im Westwindgürtel. Der vorherrschende Wind kommt aus Nordost. Er entsteht vor der Küste Portugals und zieht in Richtung der Kapverdischen Inseln. Dieser Wind bringt Feuchtigkeit mit sich und verursacht hohe Wellen an der Nordküste und oft, besonders morgens, unbeständiges Wetter an der Ostseite der Insel. Bei westlicher Windrichtung kann es im Osten der Insel sonnig und trocken sein, während es im Süden und im Westen regnet.
Die durchschnittliche Tageshöchsttemperatur schwankt zwischen 19 Grad Celsius im Januar und Februar und 26 Grad Celsius im August und September.
In ausgeklügelten, offenen Bewässerungsanlagen, den Levadas, wird Wasser aus dem regenreicheren Norden in den Süden, zu den Plantagen und Gärten, geführt.
|                       | Jan  | Feb  | Mär  | Apr  | Mai  | Jun  | Jul  | Aug  | Sep  | Okt  | Nov  | Dez  |   |      |
| Mittl. Tagesmax. (°C) | 19,1 | 19,1 | 19,5 | 19,6 | 20,9 | 22,3 | 24,3 | 25,6 | 25,7 | 24,2 | 22,0 | 20,0 | ⌀ | 21,9 |
| Mittl. Tagesmin. (°C) | 13,1 | 12,8 | 13,0 | 13,4 | 14,6 | 16,5 | 18,0 | 18,9 | 18,9 | 17,6 | 15,6 | 13,9 | ⌀ | 15,5 |
|                       |      |      |      |      |      |      |      |      |      |      |      |      |   |      |
| Niederschlag (mm)     | 103  | 87   | 64   | 39   | 19   | 12   | 2    | 3    | 37   | 75   | 101  | 100  | Σ | 642  |
|                       |      |      |      |      |      |      |      |      |      |      |      |      |   |      |
| Sonnenstunden (h/d)   | 4,5  | 5,3  | 5,8  | 6,1  | 6,5  | 5,4  | 7,4  | 7,7  | 6,7  | 5,9  | 5,2  | 4,5  | ⌀ | 5,9  |
|                       |      |      |      |      |      |      |      |      |      |      |      |      |   |      |
| Regentage (d)         | 8    | 9    | 7    | 5    | 3    | 2    | 0    | 1    | 3    | 6    | 8    | 9    | Σ | 61   |
|                       |      |      |      |      |      |      |      |      |      |      |      |      |   |      |
| Wassertemperatur (°C) | 18   | 17   | 17   | 17   | 18   | 20   | 21   | 22   | 23   | 22   | 20   | 19   | ⌀ | 19,5 |
|                       |      |      |      |      |      |      |      |      |      |      |      |      |   |      |
| Luftfeuchtigkeit (%)  | 71   | 70   | 68   | 68   | 70   | 73   | 73   | 72   | 71   | 71   | 70   | 70   | ⌀ | 70,6 |

| 13,1 |

| 12,8 |

| 13,0 |

| 13,4 |

| 14,6 |

| 16,5 |

| 18,0 |

| 18,9 |

| 18,9 |

| 17,6 |

| 15,6 |

| 13,9 |

| 13,1 |

| 12,8 |

| 13,0 |

| 13,4 |

| 14,6 |

| 16,5 |

| 18,0 |

| 18,9 |

| 18,9 |

| 17,6 |

| 15,6 |

| 13,9 |

### Flora und Fauna

#### Die natürliche Besiedelung durch Pflanzen und Tiere

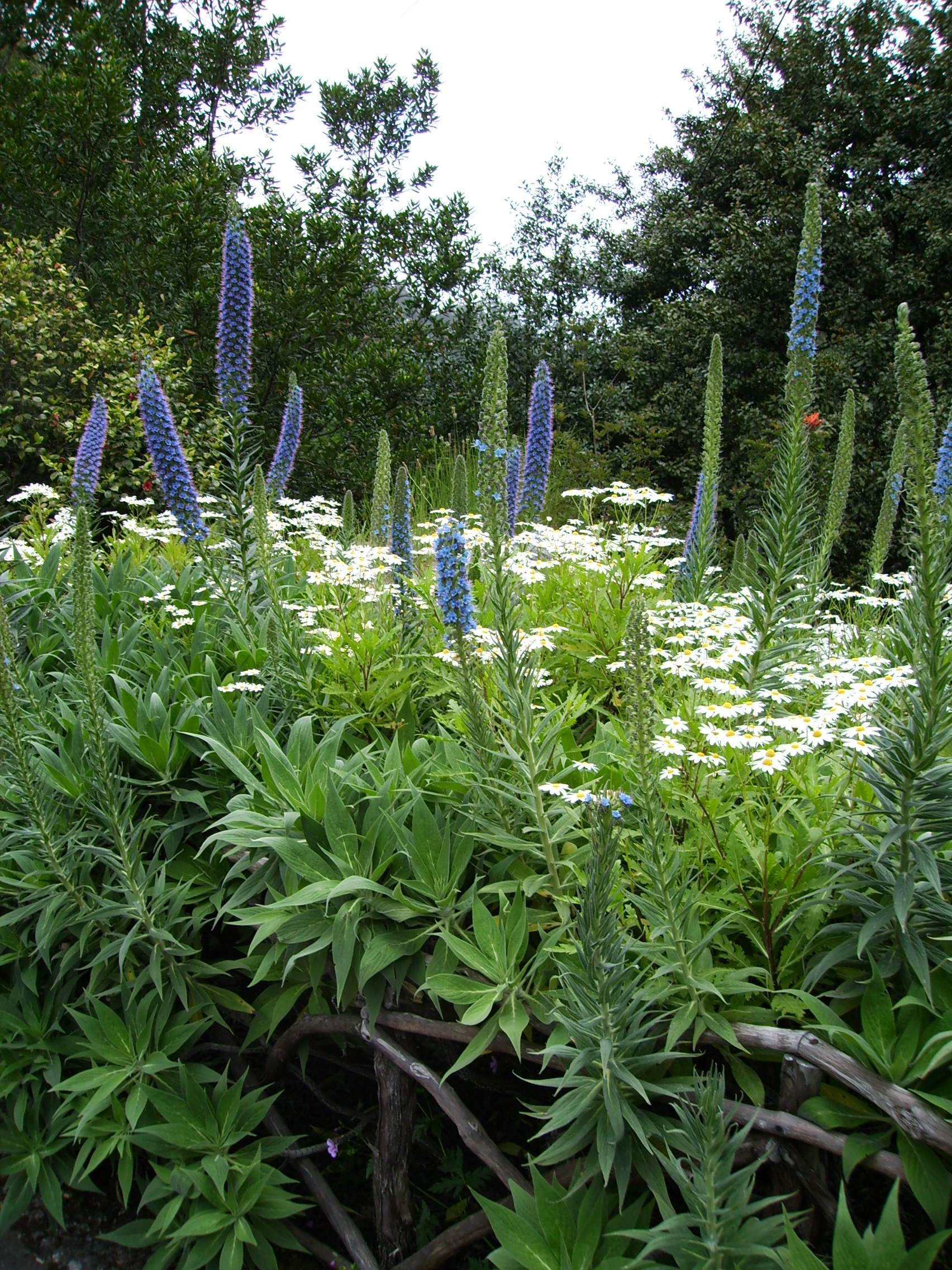
Der Stolz Madeiras (Madeira-Natternkopf, Echium candicans)

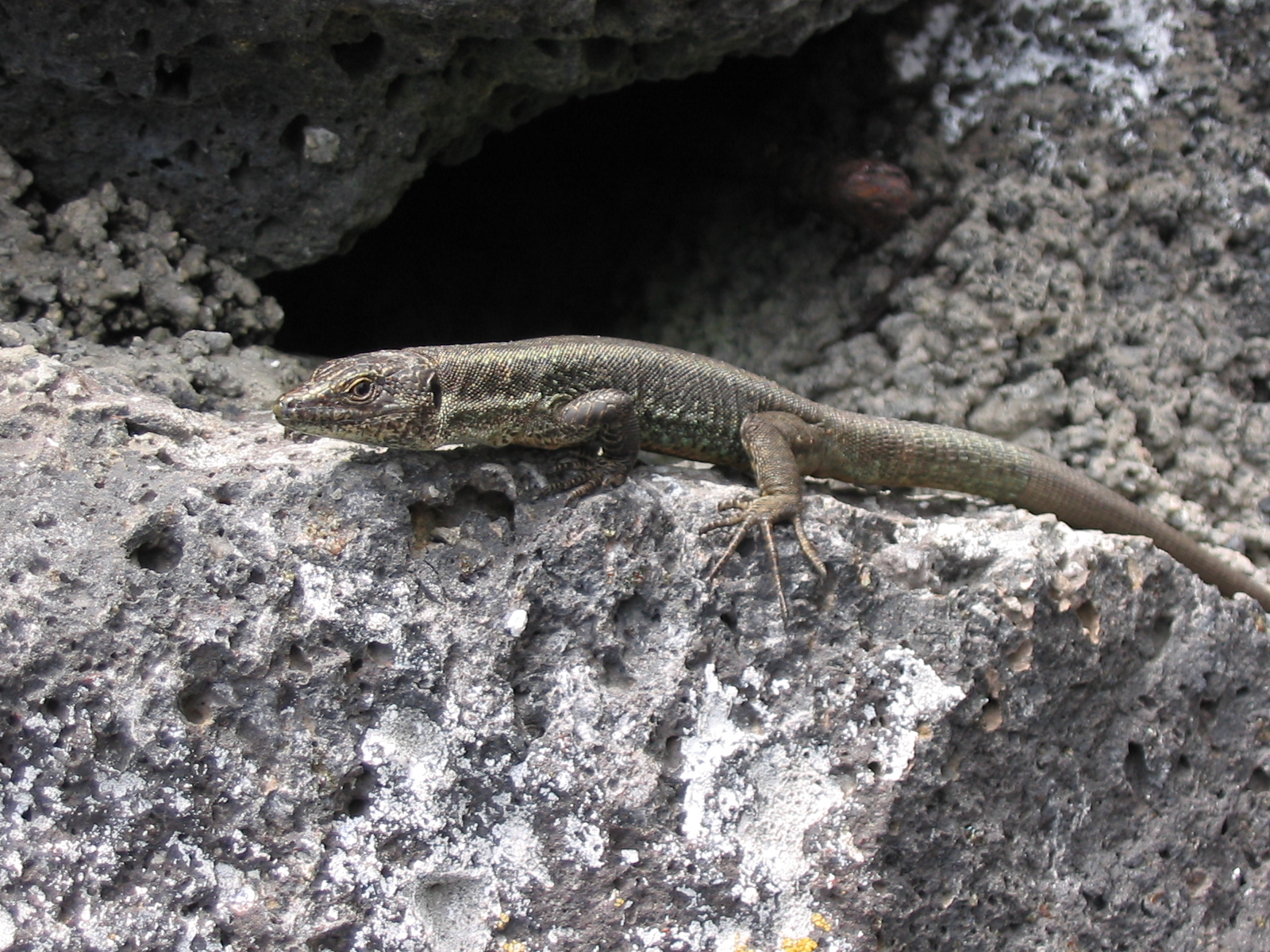
Die Madeira-Eidechse ist auf der Insel recht häufig

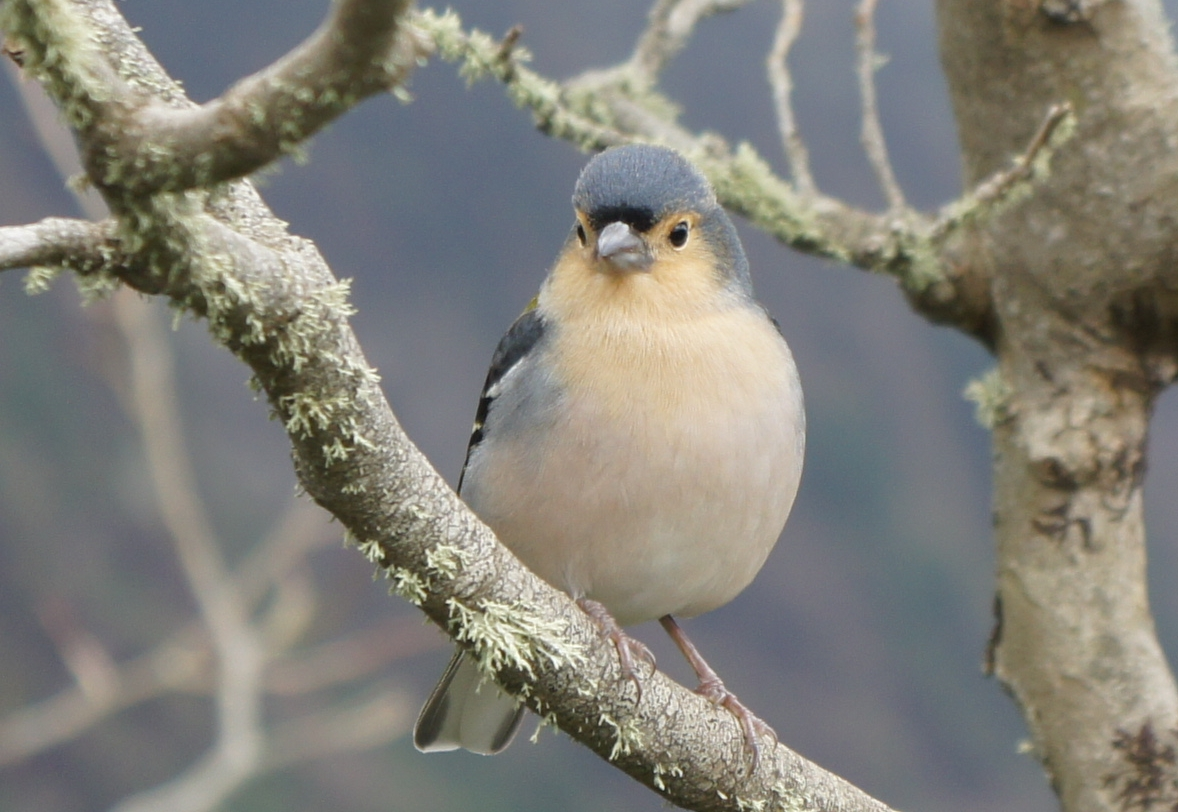
Madeirischer Buchfink

Da Madeira niemals eine Verbindung zum Festland aufwies und 630 km westlich der afrikanischen Küste liegt, erfolgte die Besiedelung der Insel durch Pflanzen und Tiere vorwiegend über drei Mechanismen:
- Die passive Verdriftung durch Wind: Durch diese erreichten Pflanzensporen, Flugsamen, Spinnen sowie mikroskopisch kleine Tiere wie Einzeller, Räder- und Bärtierchen die Insel. Gelegentlich werden jedoch auch Landvögel oder auch Fledermäuse vom Wind mitgetragen und gelangten so auf die Insel. Goldhähnchen, Grasmücken, Amsel und Buchfink gelangten dadurch nach Madeira und haben sich hier erfolgreich fortgepflanzt. Verhältnismäßige Neuankömmlinge sind die beiden Schmetterlingsarten Kleiner Kohlweißling und Waldbrettspiel, die erst im letzten Viertel des 20. Jahrhunderts nach Madeira gelangten und sich erfolgreich hier vermehrt haben.[6] Extrem selten oder bereits ausgestorben ist der Madeira-Kohlweißling, eine Unterart des Großen Kohlweißlings, der seit 1977 nicht mehr gesichert nachgewiesen wurde.[7]
- Die passive Verdriftung durch die Meeresströmung: Auf Treibholz gelangen sowohl Tiere als auch Pflanzensamen auf Inseln. Unter den Tieren sind es vor allem Reptilien, Insekten, Spinnen, Tausendfüßer, Asseln und Schnecken, die eine längere Seereise überstehen können. Die Vorfahren der endemischen Madeira-Eidechse könnten auf diese Weise von Afrika nach Madeira gelangt sein. Die nächststehende verwandte Art dieser Eidechse ist die in Marokko vorkommende Brilleneidechse. Schlangen sind auf Madeira nicht präsent.
- Das passive Verschleppen durch Vögel und Fledermäuse: Die Entstehung der meisten Arten des madeirischen Lorbeerwaldes ist darauf zurückzuführen, dass fruchtfressende Vögel Pflanzensamen in ihrem Darm mit sich tragen. Vögeln und auch Fledermäusen haften darüber hinaus im Gefieder und im Fell gelegentlich auch die Samen von Klett- und Klebfrüchten sowie Eier von Insekten und Spinnen an.

Seevögel sowie Zugvögel erreichen Madeira auch durch aktives Fliegen. Die Mönchsrobbe hat als einziges Säugetier die Insel schwimmend erreicht.

#### Artenzahlen
Arten, die sich auf Madeira ansiedeln konnten, haben sich im Laufe der Zeit teilweise zu Unterarten und gelegentlich zu eigenständigen Arten, sogenannten Endemiten, entwickelt. Als ursprünglich heimische Pflanzen gelten etwa 793 höhere Pflanzen, dies umfasst die Farnpflanzen, Nacktsamer, Zweikeimblättrige und Einkeimblättrige. Etwa 118 davon gelten als Endemiten Madeiras, 69 weitere Arten sind endemisch für die Region Makaronesien, also neben Madeira auch die Azoren, Selvagens, die Kanaren und Kapverdischen Inseln. Deutlich größer ist die Anzahl niederer Pflanzen, also Algen, Flechten und Moose, aber auch Pilze sind auf Madeira sehr zahlreich vertreten. Diese Anzahl wird auf etwa 1890 geschätzt. Wie viele davon nur auf dem Madeira-Archipel vorkommen, ist unbekannt. Die Zahl der auf Madeira lebenden Tierarten wird auf mehr als 3340 geschätzt, davon gelten 900 als endemische Arten Madeiras beziehungsweise Makaronesiens. Die größte Anzahl der endemischen Arten stellen Käfer und Schnecken. Lediglich 20 höhere Wirbeltiere – überwiegend Vögel – sind eine endemische Art oder Unterart.
Seit der Mensch Madeira besiedelt, hat sich die Zusammensetzung der Arten auf Madeira deutlich gewandelt. Neben den etwa 793 ursprünglich hier vorkommenden höheren Pflanzen sind mehr als 540 weitere Pflanzenarten bewusst oder unbewusst durch den Menschen angesiedelt worden. Die Anzahl eingeführter Tierarten ist niedriger, hat sich aber deutlich auf die Zusammensetzung der Arten ausgewirkt.

#### Die Flora
Das zum holarktischen Florenreich gehörende Madeira wird heute als Blumeninsel beworben. Weder die Strelitzien noch die Hortensien, die Afrikanischen Liebesblumen, Kaplilien oder andere Arten mit großen, attraktiven Blüten, die man häufig in Reiseführern oder Prospekten von Reiseunternehmen abgebildet findet, sind jedoch auf Madeira ursprünglich heimisch gewesen. Für Botaniker interessanter als diese eingeführten Pflanzen sind die hier ursprünglich vorkommenden Pflanzenarten, die als Tertiärrelikte bezeichnet werden, sowie die hier entstandenen endemischen Arten.
Auffällig sind die Lorbeerwälder und Riesenformen von Pflanzen, die man im Kleinen auch vom europäischen Festland kennt, wie zum Beispiel die Strauchartige Gänsedistel.

##### Die Flora der Küstenzone

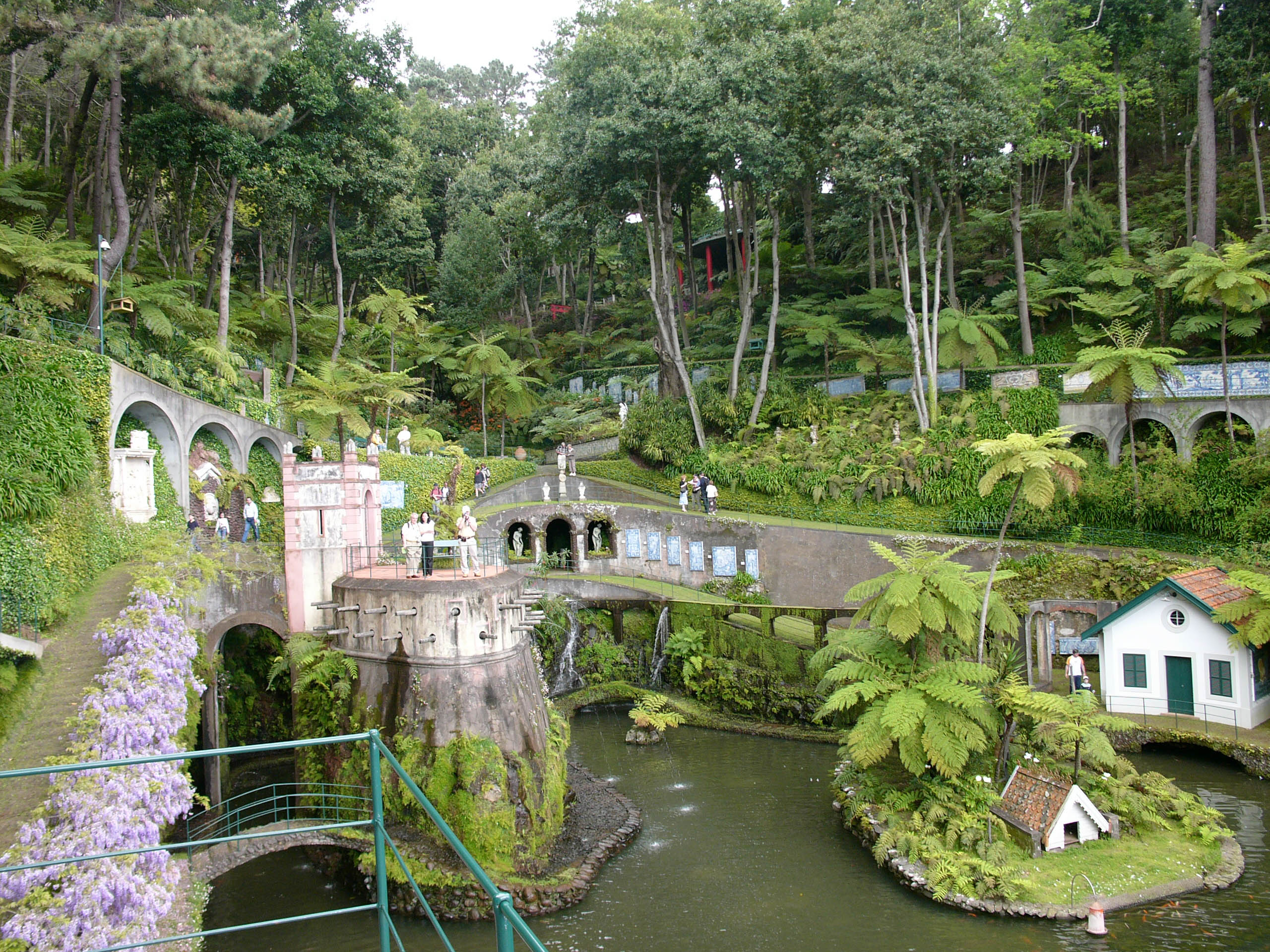
Tropischer Garten mit Azulejos in Monte

Madeira weist in der Küstenzone nur noch Restbestände der ursprünglichen Vegetation auf, da sich hier menschliche Eingriffe seit der Besiedelung durch den Menschen besonders stark ausgewirkt haben. Bäume sind in diesem Bereich, in dem die Temperaturen ganzjährig mild sind und wenig Niederschläge fallen, selten. Früher war hier häufiger der Drachenbaum (Dracaena draco) zu finden, eine Baumart, die ein für einkeimblättrige Pflanzen ungewöhnliches Dickenwachstum aufweist. Häufiger als an natürlichen Standorten kann man diesen ungewöhnlichen Baum in Gartenanlagen und Parks sehen.
Typischer für die Küstenregion sind niedrige Sträucher, Kräuter und sukkulente Pflanzen. Auch hier finden sich eine Reihe von Pflanzen, die in ihrer natürlichen Verbreitung auf Madeira beziehungsweise auf Makaronesien beschränkt sind. Auffallend ist die Fischfang-Wolfsmilch (Euphorbia piscatoria), die bis zu zwei Meter hoch werden kann und an einigen Stellen der küstennahen Klippen dichte Gestrüppe ausbildet. Wie viele Wolfsmilchgewächse sondert auch sie einen giftigen Milchsaft ab. Dieser wurde früher von den Madeirern verwendet, um im seichten Küstengewässer Fische zu fangen. In den Felsenregionen finden sich zwei Dickblattgewächse, die nur auf Madeira vorkommen. Das Drüsen-Aeonium (Aeonium glandulosum) hat sich auf Standorte an senkrechten Felswänden spezialisiert, wo es eine bis zu 20 Zentimeter breite, aber sehr flache Blattrosette ausbildet. Das Kleb-Aeonium (Aeonium glutinosum) dagegen wächst zu einem kleinen und stark verzweigten Strauch heran. Beide Arten sind sehr häufig zu finden. Besonders zahlreich sind in dieser Region außerdem endemische Korbblütler. Zu ihnen zählen unter anderem eine Reihe von Arten der Strohblumen (Helichrysum), der Wucherblumen (Argyranthemum), der Gänsedisteln (Sonchus) und des Pippaus (Crepis).
Die Übergangszone zum Lorbeerwald, die etwa ab 300 Höhenmeter zu finden ist, weist im Gegensatz zur unmittelbaren Küstenzone mehr Baumbestand auf. Hier finden sich unter anderem der Gagelbaum (Myrica faya), die ersten Vertreter des Barbusanos (Apollonias barbujana) und der Kanarischen Weide (Salix canariensis).

##### Der Lorbeerwald Laurisilva

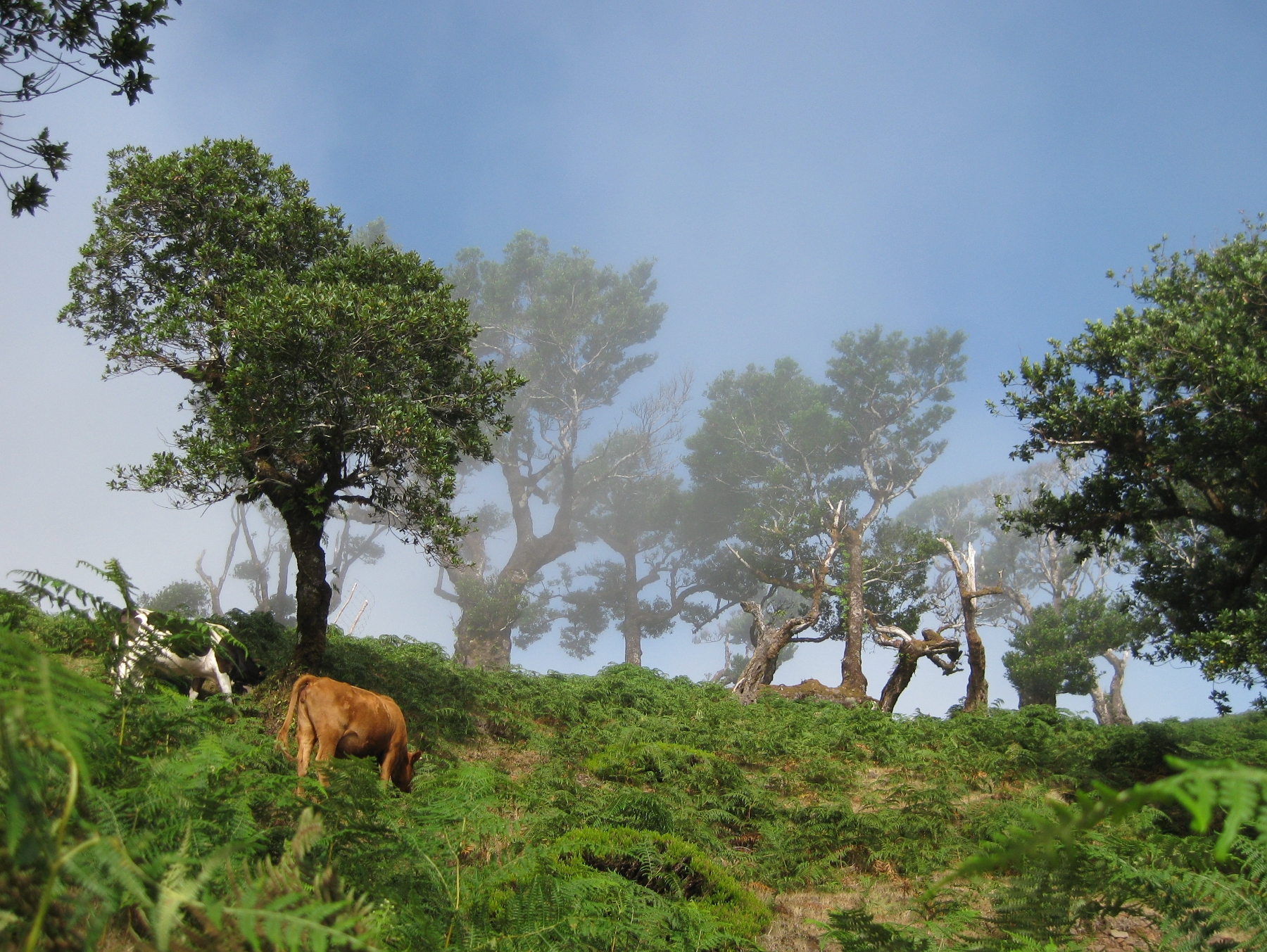
Beweideter Lorbeerwald (Hutewald) als „Reserva de Resto e Silencio“ Fanal

Der Laurisilva Madeiras bedeckt etwa 20 % der Inselfläche und hat eine Ausbreitung von etwa 150 km². Er weist Pflanzenarten auf, die im klimatisch wärmeren Tertiär auch in Europa heimisch waren. Während in Europa diese Pflanzen durch die Eiszeiten verschwanden, konnte sich diese Pflanzengesellschaft teilweise auf Madeira halten.
Wegen seiner Einzigartigkeit steht dieses Gebiet unter dem Schutz der UNESCO.
Bedingt durch den Nebelniederschlag sind die Wälder sehr feucht.
Zu den charakteristischen Baumarten zählen der Azoren- oder Kanaren-Lorbeer (Laurus azorica), eine Isoplexis-Art (Isoplexis sceptrum), der Barbusano (Apollonias barbujana), die Kanaren-Stechpalme (Ilex canariensis), die Baumheide (Erica arborea), der Madeira-Holunder (Sambucus lanceolata) sowie der Madeira-Lorbeer (Persea indica). Im Unterwuchs des Lorbeerwaldes findet man vor allem Farne und Moose. Durch Aufforstung sind auch ursprünglich nicht heimische Eukalyptus-Wälder entstanden.

##### Der Heidewald Madeiras
Als Heidewald bezeichnet man die Übergangszone zwischen dem Lorbeerwald Madeiras und dem Hochgebirge. Da er an deutlich wind- und sonnenexponierteren Stellen als der Lorbeerwald wächst, werden die hier vorkommenden Pflanzen nur selten höher als vier Meter und bleiben an einigen Stellen buschartig niedrig. Alle Arten, die hier vorkommen, sind auch im Lorbeerwald zu finden. Allerdings dominieren hier die Baumheide und die Grünheide (Erica scoparia). Auch die Madeira-Heidelbeere (Vaccinium padifolium) – eine endemische Strauchart, die bis zu sechs Meter hoch werden kann – ist hier häufig zu finden.

##### Die Flora der Hochlagen
Das höher gelegene Gebirge Madeiras ist durch karge und sehr dünne Böden gekennzeichnet. An vielen Stellen sind Erosionsschäden zu sehen. Als größere Baum- und Straucharten sind neben Madeira-Heidelbeere und Baumheide an geschützten Stellen noch der Madeira-Vogelbeerbaum (Sorbus maderensis), die Eibe (Taxus baccata) und der Zedern-Wacholder (Juniperus cedrus) zu finden. Zu den an die besonderen Bedingungen angepassten Pflanzen gehört die Madeira-Glockenheide (Erica maderensis). Zu den seltensten Gebirgspflanzen Madeiras zählt der Madeira-Augentrost (Odontites hollianus) und das gelbblühende Madeira-Veilchen (Viola paradoxa). Das Hochplateau Paul da Serra war vor Besiedelung durch Menschen überwiegend mit Zedern-Wacholder bewachsen. Abholzungen haben dazu geführt, dass hier fast nur noch Gräser, Adlerfarn (Pteridium aquilinum) und der auf Madeira eingeführte Stechginster (Ulex europaeus) zu sehen sind.

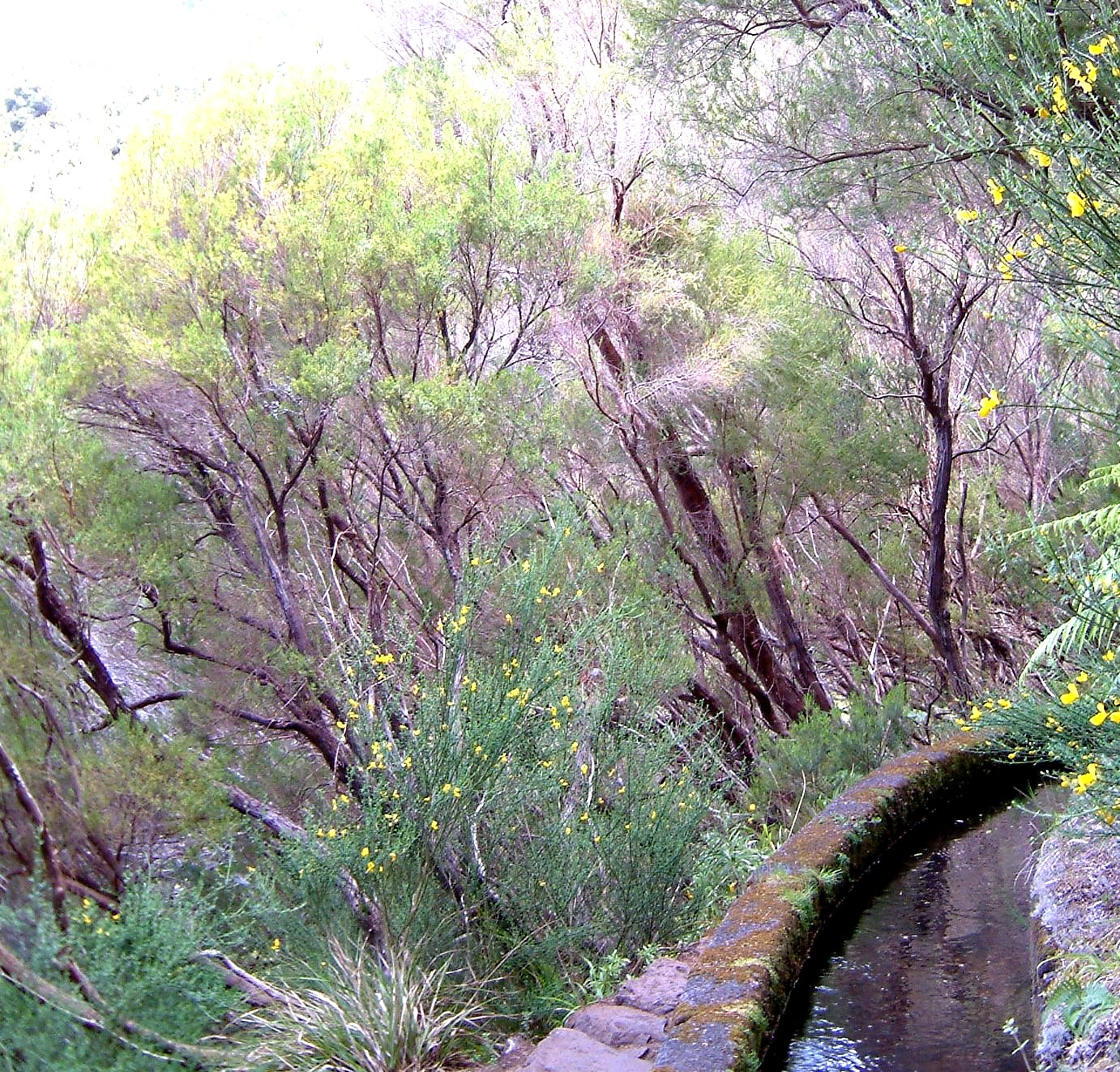
An der Levada bei Rabaçal

## Geschichte

### Frühgeschichte
Laut Diodor wurde Madeira im 6. Jahrhundert v. Chr. durch die Phönizier entdeckt. Plinius der Ältere berichtet in seiner Naturgeschichte von einer Insel Atlantis gegenüber dem vorspringenden Kap des Hohen Atlas, die mit Madeira identifiziert werden kann. Plutarch hat wahrscheinlich in seiner Biographie des Sertorius auch bereits die beiden Inseln Madeira und Porto Santo erwähnt. Plinius bezeichnet die Inselgruppe als die Purpurinseln. Bei Claudius Ptolemäus wird die Hauptinsel von Madeira „Erythia“ und die nördlichere kleinere Insel Porto Santo mit „Paena“ bezeichnet. Hinweise auf ständige Besuche oder eine Besiedlung in dieser Zeit gibt es allerdings nicht. Die sogenannte Medici-Karte von 1351 zeigt drei der afrikanischen Küste vorgelagerte Inseln, Porto Séo, Deserta und Isola de Lolegname.

### Mittelalter
Das Jahr 1419 gilt als Jahr der Wiederentdeckung durch den portugiesischen Seefahrer João Gonçalves Zarco. Es ist jedoch bekannt, dass schon im 14. Jahrhundert Schiffe auf ihrer Rückfahrt von den Kanaren regelmäßig hier anlegten. Ab 1420 wurde Madeira auf Betreiben Heinrichs des Seefahrers von den Portugiesen besiedelt. Madeira ist daher die erste Insel außerhalb Europas, die dauerhaft von Europäern besiedelt wird. Die einfachen Siedler kamen hauptsächlich aus den portugiesischen Regionen Algarve und Minho, aber auch Adlige und Spezialisten aus Frankreich, Italien, Spanien, England und Flandern ließen sich auf den Inseln nieder. Sklaven von der Guineaküste, von den kanarischen Inseln und später aus Nordamerika wurden auf die Insel gebracht. Das kostbare Lorbeerbaumholz wurde vor allem für den Schiffbau gebraucht.

Traditionelles madeirisches Bauernhaus in Santana

In nur wenigen Jahrzehnten gelang es, den Archipel zu besiedeln. Aufbauend auf den vorhandenen Ressourcen Holz und Fisch wurden Getreide- und Weinwirtschaft eingeführt sowie Viehzucht betrieben. Das dafür notwendige Land wurde durch Brandrodung gewonnen. Das Feuer, das Zarco 1420 dafür legen ließ, soll noch sieben Jahre später gewütet haben. Auch der Anbau des aus Sizilien eingeführten Zuckerrohrs spielte eine wichtige Rolle. Bereits 1452 wurde die erste Wassermühle zur Zuckerrohrverarbeitung errichtet, nahezu zur selben Zeit wurden die ersten Bewässerungskanäle (Levadas) angelegt. Bis zur Mitte des 15. Jahrhunderts war Madeira zum Zentrum des portugiesischen Zuckerrohranbaus geworden, das einen großen Teil des (noch kleinen) europäischen Zuckerbedarfs befriedigte. Im Jahre 1456 gingen die Exporte bis ins englische Bristol.
Die üppige Fruchtbarkeit und der große Wohlstand lockten vor 1480 zunehmend Europäer an. Vor allem italienische – sie stammten aus Florenz, Genua und Cremona, selten Venedig – und flämische Händler ließen sich auf der Insel nieder. Jeasnin Esmenaut (João Esmeraldo) avancierte zum bedeutendsten Vertreter der flämischen Gemeinde Madeiras und verband sich durch eine geschickte Heiratspolitik mit der lokalen Aristokratie. Spätestens 1494 – ein Fenster in seinem 1876 abgerissenen Haus trug dieses Datum –, vielleicht aber auch schon um 1480, kam er auf die Insel. Sein Name, „Smaragd“, stammt nicht von einer flämischen Familie, es handelt sich wohl eher um einen frei gewählten Namenszusatz. Christoph Kolumbus besuchte die Insel 1478 als Zuckerhändler, daher hieß das besagte Haus später Casa de Colombo. Der Exportzucker ging bis ins 16. Jahrhundert überwiegend nach Italien, nämlich nach Genua, Venedig und Rom.
Papst Leo X. erhob Madeira 1514 zu einer eigenen Diözese, die künftig für alle überseeischen portugiesischen Besitzungen zuständig sein sollte. Im Jahr 1515 verzeichnete Madeira 19.000 Einwohner, darunter waren etwa 3.000 Sklaven. Der ausgelaugte Boden der Insel brachte nach 1521 immer schlechtere Erträge, und es folgte ein drastischer Niedergang der Zuckerrohrproduktion. Viele Pflanzungen wurden in Weinberge umgewandelt. Im 16. Jahrhundert wurde Madeira ein Exporteur von Weinen. Die Reben stammten ursprünglich von Zypern, Kreta und Sizilien.
Portugal wurde 1580 mit Spanien in einer Personalunion verbunden. Die Verwaltung von Madeira wurde zentralisiert. Die Portugiesen revoltierten 1640 gegen Spanien und wurden wieder ein unabhängiges Königreich. Auf Madeira behielten die Portugiesen die von den Spaniern eingeführte Zentralverwaltung der Insel bei. Für die Segler in die Neue Welt, nach Amerika oder Indien war Madeira eine wichtige Station. Madeira war ebenfalls ein Umschlagplatz für aus Westafrika kommende Sklavenhändler.

### Englischer Einfluss
Im Vertrag von Lissabon erhielt Portugal 1668 endgültig seine Unabhängigkeit zurück, musste aber zahlreiche Zugeständnisse an England machen. Englische Händler ließen sich auf Madeira nieder, um Wein zu exportieren. Portugiesen war der Weinexport nicht erlaubt. In den Napoleonischen Kriegen wurde Madeira von 1801 bis 1814 von England besetzt, um die Insel vor den Franzosen zu schützen. Weitere englische Familien ließen sich auf der Insel nieder.

### Neuzeit
In der Folge von Mehltau- und Reblausplagen, die den Großteil der Weinpflanzungen vernichteten, verließen ab 1852 zahlreiche Menschen die Insel. Ab 1860 fand die Stickerei immer größere Verbreitung, die Handarbeiten wurden nach England exportiert.
Im Ersten Weltkrieg wurde 1916 der französische Frachter Kanguroa in der Bucht von Funchal durch einen deutschen Torpedo versenkt. Am 3. und 12. September 1917 beschoss ein deutsches U-Boot die Stadt. Madeira litt unter der schlechten Versorgung und dem Ausbleiben der Touristen.
Ab dem 19. November 1921 waren der abgesetzte Kaiser von Österreich und König von Ungarn, Karl I., und seine Frau, Kaiserin Zita, im Exil auf Madeira. Karl starb hier am 1. April 1922 an einer Lungenentzündung.
Nach einem Militärputsch wurde 1926 in Portugal der Estado Novo etabliert. Nach Niederschlagung einer „Hungerrevolte“ wurden 1931 zahlreiche Madeirer auf die Azoren und die Kapverdischen Inseln verbannt.

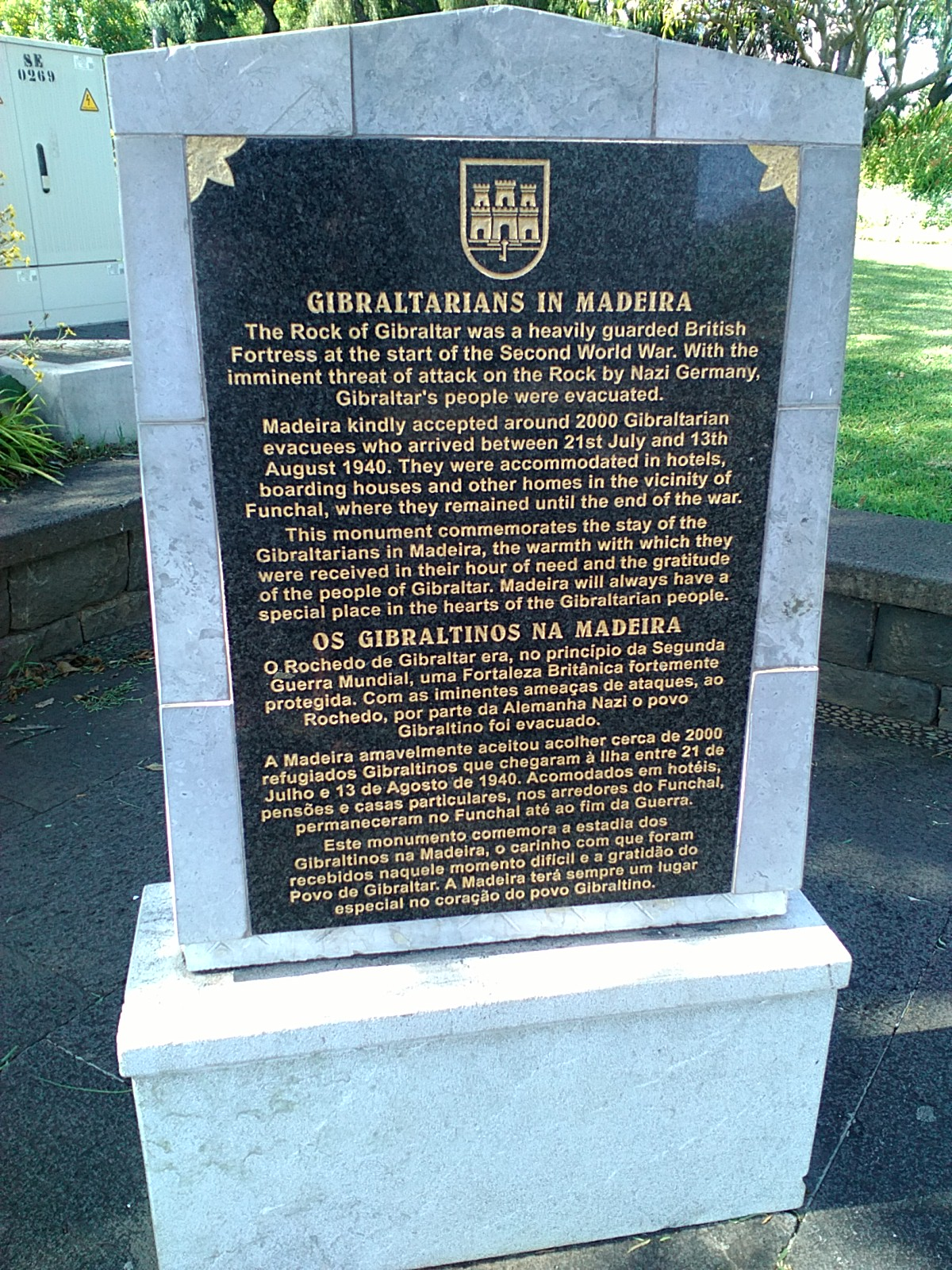
Gedenkstein Evakuierung Bewohner Gibraltars

Vom 21. Juli bis 13. August 1940 wurden 2000 Einwohner von Gibraltar nach Madeira evakuiert. Bis zum Ende des Zweiten Weltkrieges wurden sie in Funchal untergebracht. Die Nahrungsmitteleinfuhr kam zum Erliegen; Rationierungen waren die Folge. Um zur Auswanderung nach Brasilien anzuregen, wurden Gratispassagen verlost. Gleichzeitig wurden öffentliche Gebäude und Plätze wie die Avenida do Mar, die Avenida do Infante und die Markthalle des Mercado dos Lavradores fertiggestellt.
Im März 1949 nahm Aquila Airways Liniendienst zwischen Southampton und Funchal mit Wasserflugzeugen auf. Später wurde in Lissabon zwischengelandet. Am 1. Oktober 1958 übernahm ARTOP Linhas Aéreas die Lissabon-Linie.
Auf Port Santo wurde 1960 ein Flughafen und 1964 ein weiterer in Santa Cruz eröffnet.
Die Militärdiktatur in Portugal endete 1974 mit der Nelkenrevolution. Madeira erhielt 1976 innere Autonomie mit weitgehenden Selbstverwaltungsrechten (eigene Regierung und Parlament). Bei den ersten freien Wahlen ergab sich eine Mehrheit für die christlich-konservative Sozialdemokratische Partei PSD des katholischen Zeitungsherausgebers Alberto João Jardim, der mit einer kurzen Unterbrechung 2007 von 1978 bis 2015 Präsident der Inselregierung war.
Seit 1986 ist Portugal und damit Madeira Mitglied der Europäischen Union. Gefördert wird vor allem der Bau neuer Straßen. Die Zahl der Urlauber stieg von 180.000 im Jahr 1976 auf 500.000 im Jahr 1995 und auf etwa eine Million im Jahr 2005.
Am 20. Februar 2010 wurde die Hauptinsel von einem schweren Unwetter betroffen. Nach stundenlangem Regen und Sturm sowie Überschwemmungen und Erdrutschen kamen mindestens 40 Menschen ums Leben, 120 weitere wurden verletzt. Die Schäden betrafen vor allem die dicht besiedelte südliche Küstenregion. In Funchal und den Orten bis zum Flughafen rissen die Wassermassen Bäume, Geröll, Schlamm, Masten und Automobile von den Hängen in die Tiefe. In den tiefer gelegenen Straßen, Parks und Plätzen Funchals stieg das Wasser vorübergehend zum Teil meterhoch an und flutete Gebäude. Einige Ortsteile, exponierte Hangsiedlungen und abgelegene Dörfer wurden über Straßen unerreichbar.
Im August 2016 vernichtete ein Waldbrand ca. 150 Häuser in der Nähe von Funchal und tötete mindestens drei Menschen. Ein 23-Jähriger stand unter Verdacht, das Feuer gelegt zu haben. Mehr als 1000 Menschen wurden evakuiert.

## Verwaltungsgliederung
Madeira bildet zusammen mit den anderen Inseln des Archipels und den etwa 280 km südlich gelegenen Ilhas Selvagens die Autonome Region Madeira (Região Autónoma da Madeira), die wiederum in elf Kreise (municípios) aufgeteilt ist, von denen bis auf Porto Santo alle auf der Hauptinsel liegen.

### Kreise

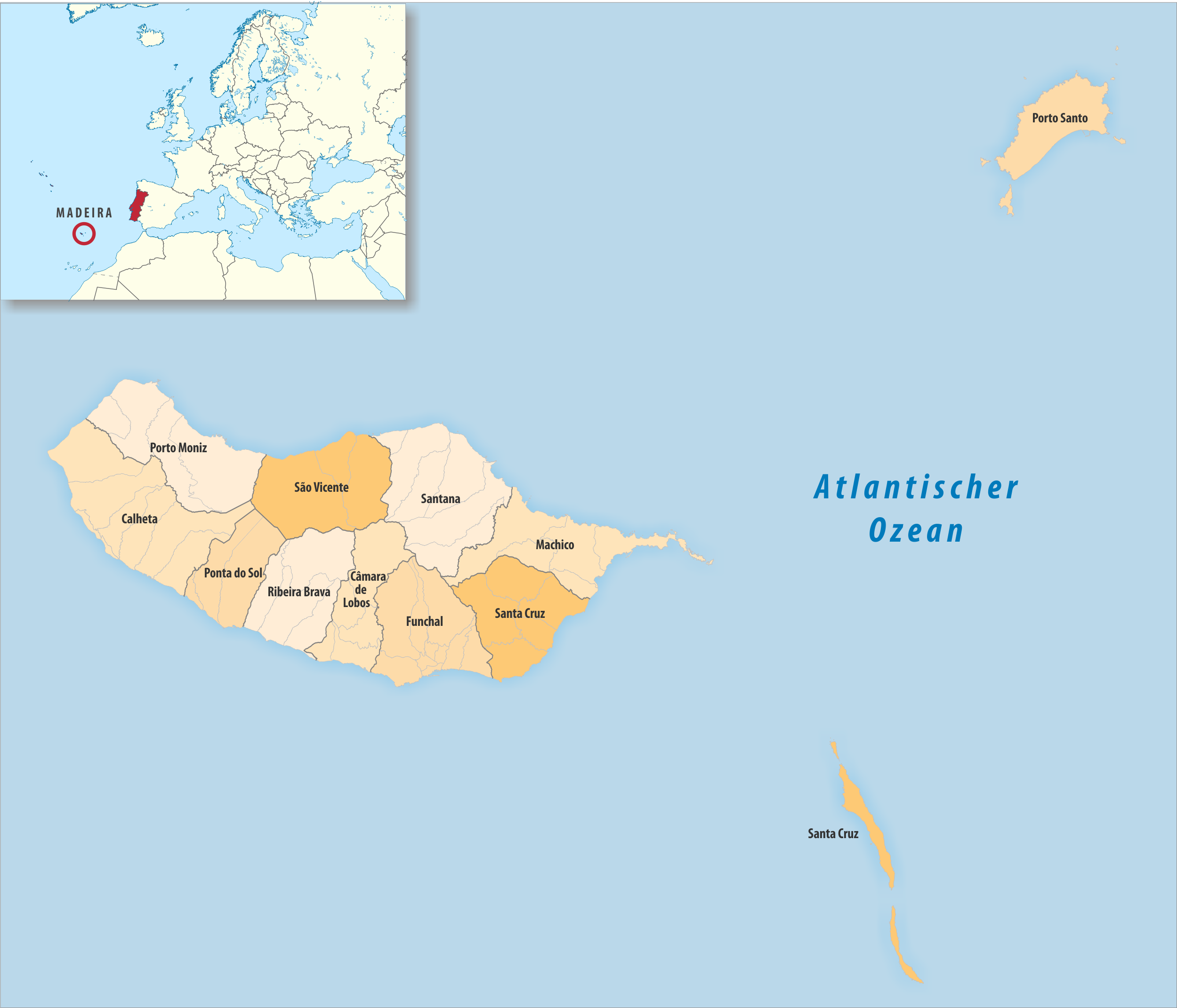
Administrative Aufteilung Madeiras

| Kreis           | Anzahl Gemeinden | Einwohner (2021) | Fläche km² | Dichte Einw./km² | LAU- Code |
| --------------- | ---------------- | ---------------- | ---------- | ---------------- | --------- |
| Calheta         | 8                | 10.915           | 111,51     | 98               | 3101      |
| Câmara de Lobos | 5                | 32.162           | 52,14      | 617              | 3102      |
| Funchal         | 10               | 105.782          | 76,13      | 1.389            | 3103      |
| Machico         | 5                | 19.593           | 68,33      | 287              | 3104      |
| Ponta do Sol    | 3                | 8.360            | 46,18      | 181              | 3105      |
| Porto Moniz     | 4                | 2.517            | 82,93      | 30               | 3106      |
| Porto Santo     | 1                | 5.149            | 42,59      | 121              | 3201      |
| Ribeira Brava   | 4                | 12.680           | 65,41      | 194              | 3107      |
| Santa Cruz      | 5                | 42.168           | 81,50      | 517              | 3108      |
| Santana         | 6                | 6.553            | 95,56      | 69               | 3109      |
| São Vicente     | 3                | 4.865            | 78,83      | 62               | 3110      |
| Madeira         | 54               | 250.744          | 801,11     | 313              | 3         |

### Größte Gemeinden
| Gemeinde                    | Einwohner (2021) |
| --------------------------- | ---------------- |
| São Martinho                | 26.929           |
| Santo António               | 25.940           |
| Caniço                      | 24.046           |
| Câmara de Lobos             | 16.556           |
| Santa Maria Maior           | 11.768           |
| Machico                     | 9828             |
| Estreito de Câmara de Lobos | 9348             |
| São Roque                   | 8349             |
| São Pedro                   | 7204             |
| Santa Cruz                  | 7136             |

## Wirtschaft
Im Vergleich mit dem BIP pro Kopf der EU, ausgedrückt in Kaufkraftparität, erreichte die Region im Jahr 2015 einen Index von 72 (EU-28=100). Im Jahr 2017 betrug die Arbeitslosenquote 10,4 %.

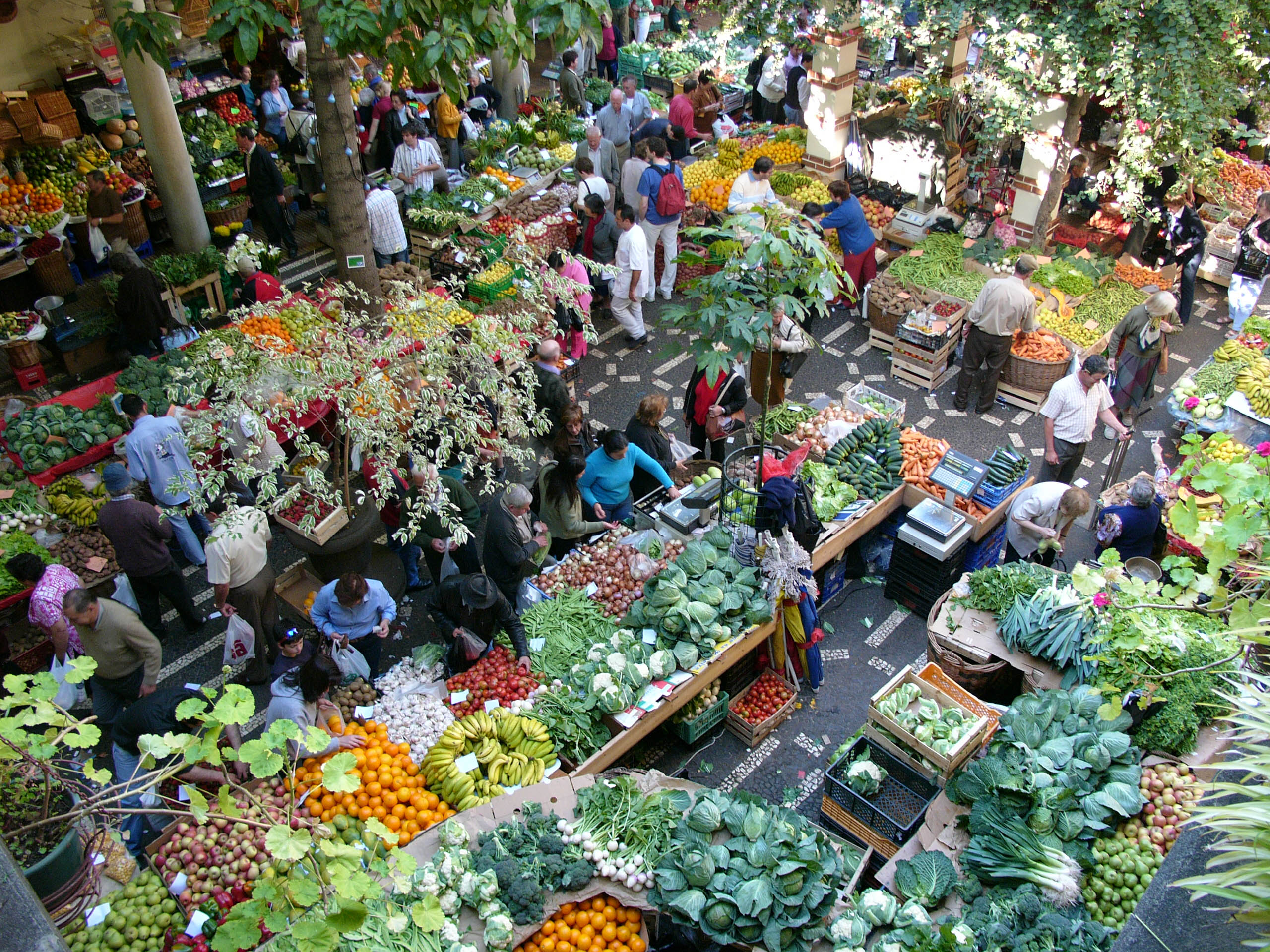
Markt in Funchal

### Tourismus

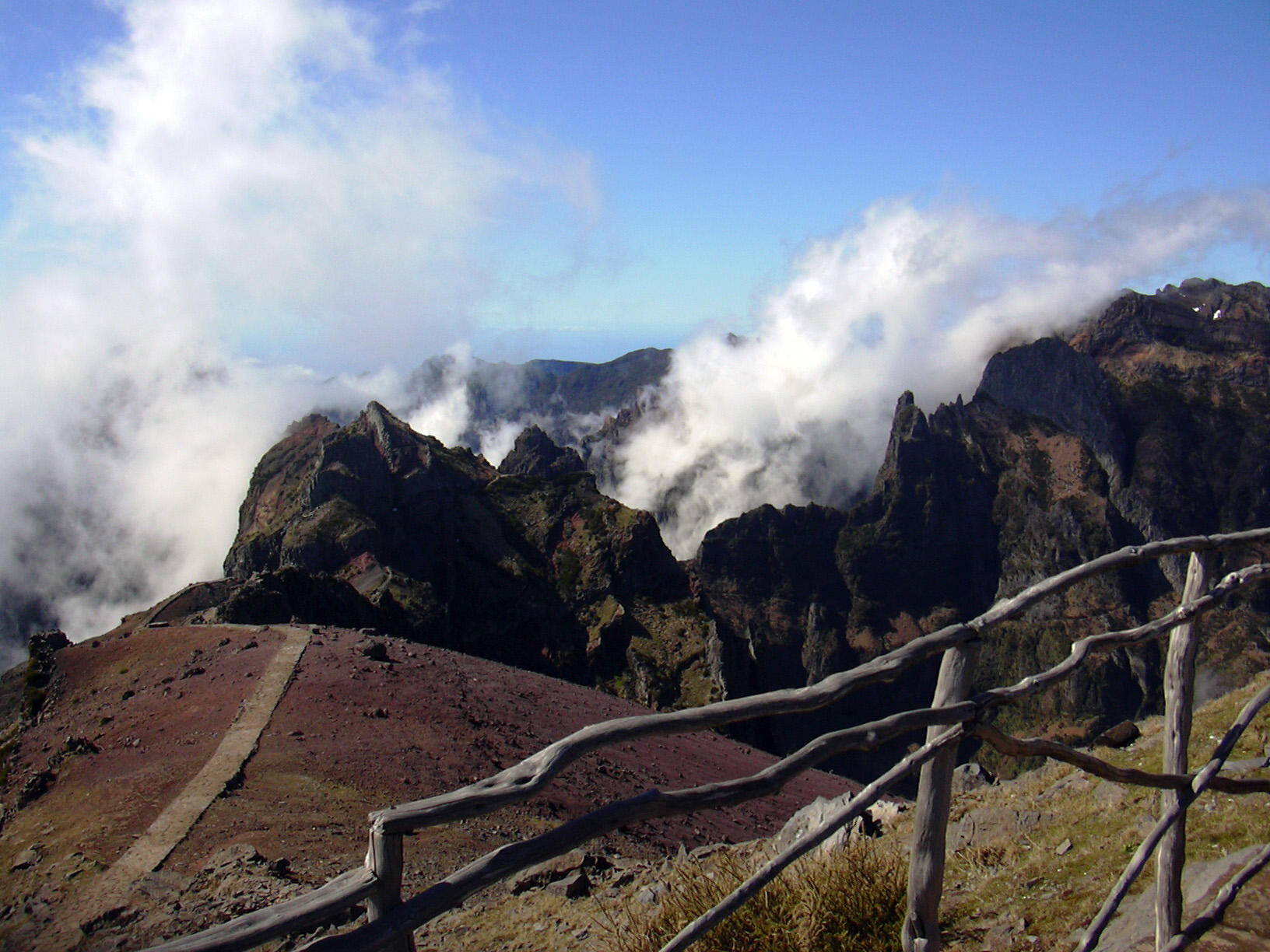
Blick vom Pico do Arieiro auf den Pico das Torres

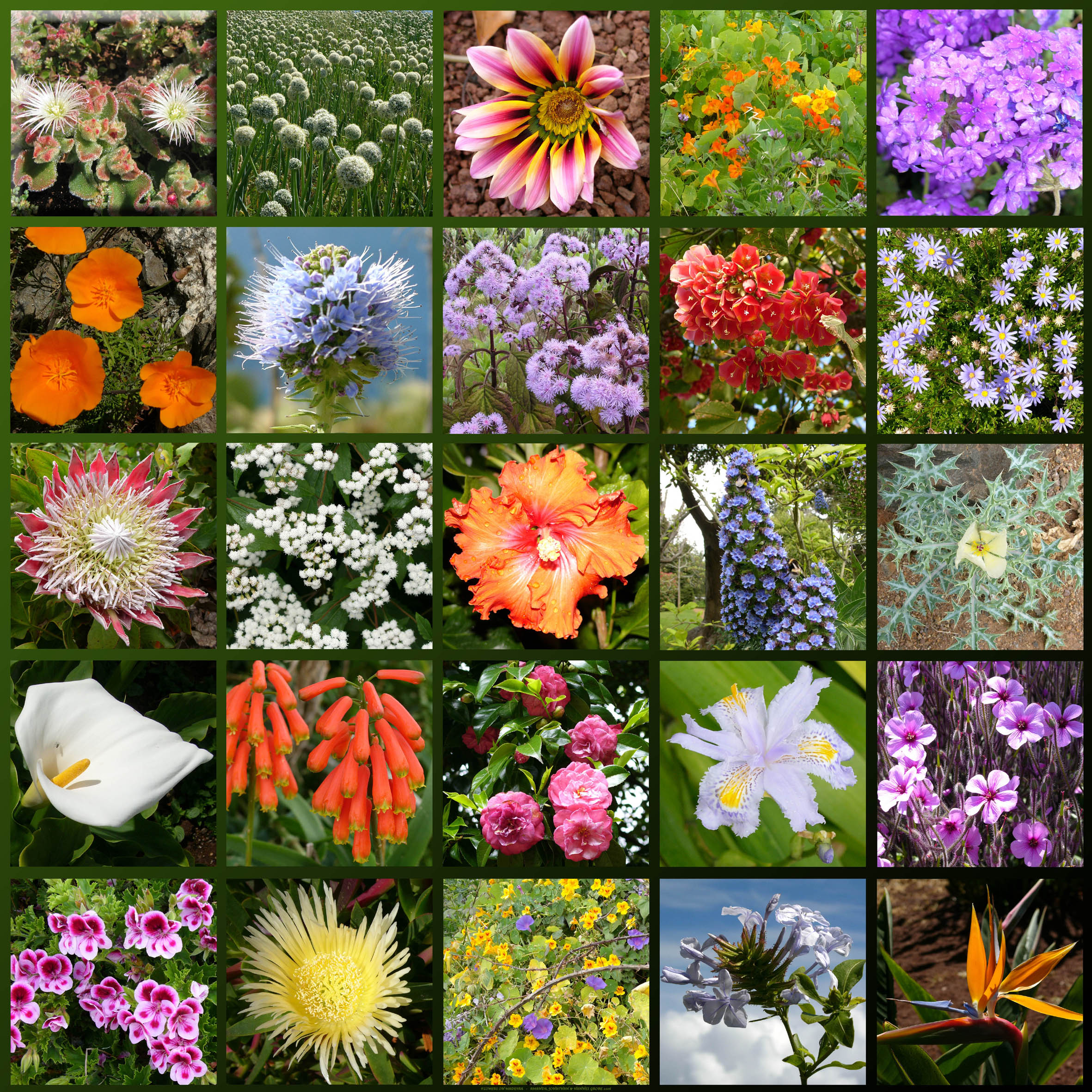
Blumeninsel Madeira

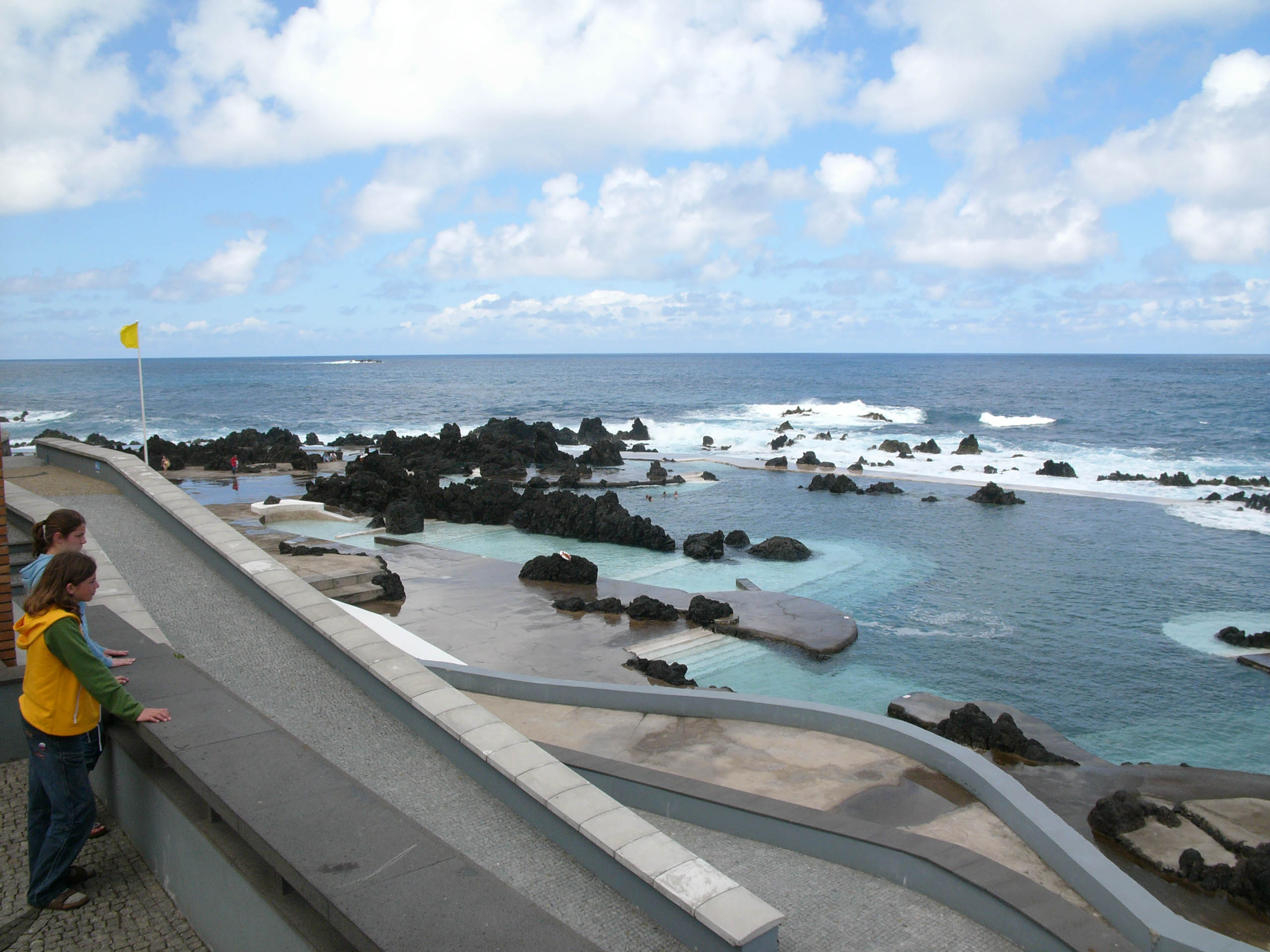
Naturschwimmbäder in Porto Moniz

Besucher aus Großbritannien dominieren unter den Gästen vor allem in Funchal und Câmara de Lobos, wo Churchill gemalt hat. Er stieg im 1891 eröffneten Luxushotel Reid’s Palace ab, das eines der Leading Hotels of the World und weit über die Insel hinaus das bekannteste Hotel Madeiras ist.
Für Briten ist Madeira ein traditionelles Urlaubsziel. Man trifft auf Madeira jedoch auch Touristen aus ganz Europa – insgesamt aber in nicht zu hoher Anzahl und dann vornehmlich östlich der Hauptstadt (Funchal), in Caniço. Das Zahlenverhältnis der britischen zu den deutschen Besuchern hat sich verschoben, denn in den letzten drei Jahren ist die Zahl der deutschen Touristen stark gestiegen (Stand: 2022).
Madeira ist mit frühlingshaft bis sommerlich angenehmen Temperaturen das ganze Jahr hindurch zum Wandern geeignet. Entlang den Levadas (kleine Wasserkanäle, besonders im Nordteil der Insel) sind vor gut 300 Jahren von maurischen Sklaven Wege zur Wartung und Pflege angelegt worden, die bis heute als Wanderwege gut gepflegt werden und Ein- und Ausblicke in die Schönheit der Insel gewähren. Kerngebiet ist die Gegend zwischen Porto da Cruz und Santana im Norden (Weltnaturerbe der UNESCO). Bemerkenswert ist auch die Bergwanderroute zwischen dem dritthöchsten Gipfel Pico do Arieiro und dem höchsten Berg Pico Ruivo. Diese Wanderung sollte man am frühen Morgen beginnen – gegen Mittag liegen die Berge oft in den Wolken.
Madeira hat wenige natürliche Badestrände. Vor 2006 wurden geschützte Badebuchten eingerichtet. Diese sind entweder befestigte natürliche Felsbadebuchten (zum Beispiel Lido Galomar in Caniço), natürliche Felsbadebecken wie in Porto Moniz oder künstliche Sandstrände (Calheta).
In Caniço gibt es seit 25 Jahren einen Unterwasser-Nationalpark, in dem man tauchen kann.
Insgesamt besuchten im Jahr 2017 ca. 1,3 Mio. Touristen die Insel.

### Sehenswürdigkeiten

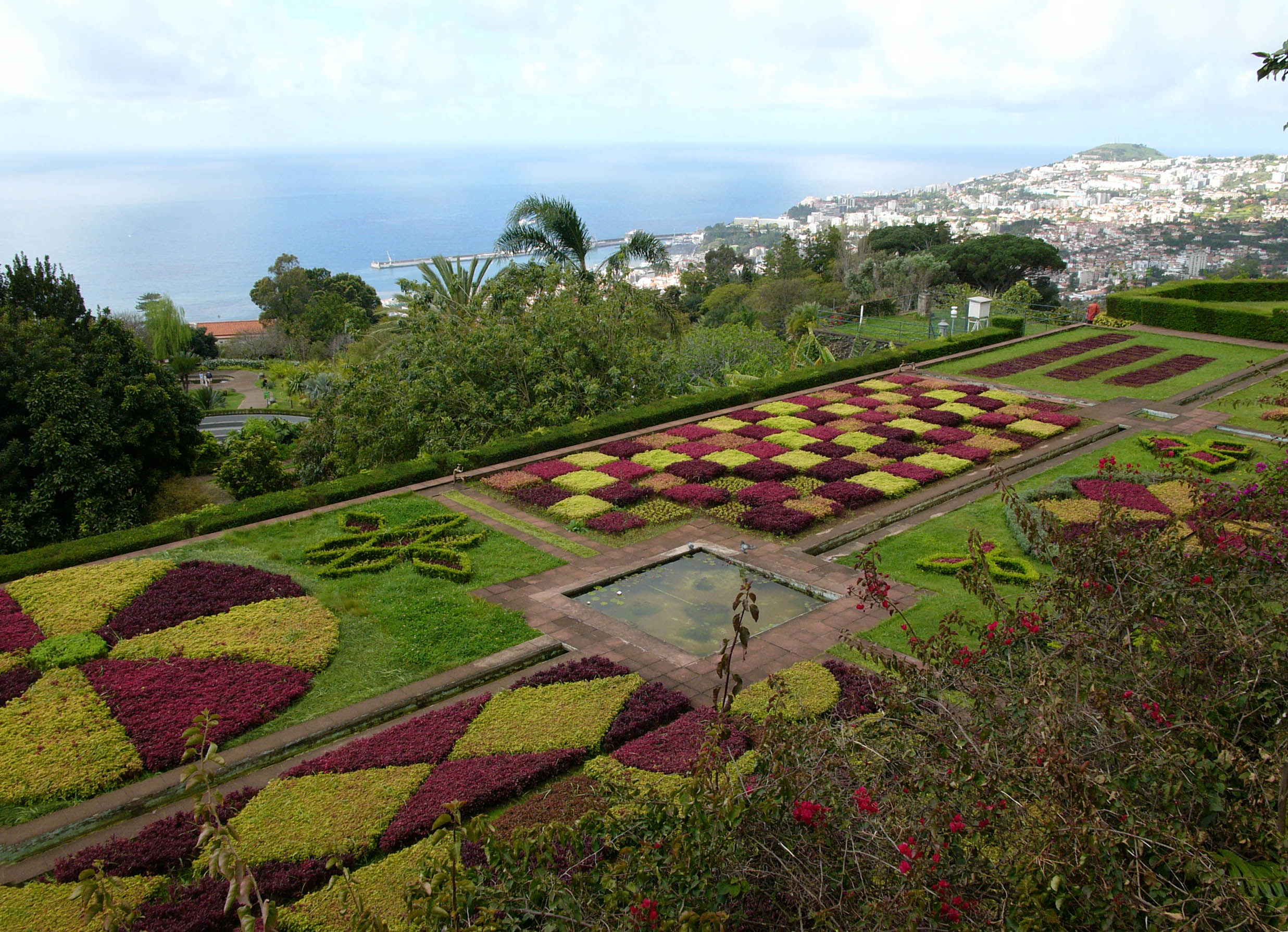
Botanischer Garten, Funchal im Hintergrund

#### Städtebau, Architektur
- Funchal mit Markt, Kathedrale von Funchal
- der Leuchtturm von Ponta do Pargo an der Westspitze

#### Landschaften, Gärten, Flora
- Palheiro Gardens (Blandy’s Garden), ein Park
- Botanischer Garten in Funchal, eine Parkanlage mit Volieren
- Laurazeenwälder
- Monte (Funchal), Ausflugsort oberhalb von Funchal, Seilbahn, Korbschlittenfahrt, tropischer Garten mit Azulejos, Kirche mit dem Grab Karls I., des letzten Kaisers von Österreich-Ungarn
- Cabo Girão, eine fast 600 m hohe Steilklippe
- Lavahöhle in São Vicente (Grutas e Centro do Vulcanismo)
- Naturschwimmbäder und Meeresaquarium in Porto Moniz
- die Hochebene Paul da Serra
- der höchste Berg Pico Ruivo
- Halbinsel und Inseln im Osten, das Naturreservat Ponta de São Lourenço, mit seinen geologischen Formationen

#### Handwerk
- Korbflechterzentrum Camacha
- Levadas, Bewässerungskanäle, die an den Gebirgshängen und durch Tunnel verlaufen

### Energieversorgung
Im Jahr 2012 hat Madeira einen Aktionsplan für nachhaltige Energie aufgelegt. Kernstück des Plans sind die Verringerung der Energieintensität, die Verbesserung der Versorgungssicherheit und die Reduzierung der Energieabhängigkeit vom Festland. Das Ziel soll durch eine Umstellung auf erneuerbare Energieträger erreicht werden.
Den größten Anteil an der Energieversorgung Madeiras haben immer noch fossile Brennstoffe. Dabei werden nur Fertigdestillate wie Öl und Flüssigerdgas (LNG) auf die Insel transportiert. Der Anteil an Öl am Energiemix sinkt seit Jahren kontinuierlich. Im Jahr 2021 betrug er noch 45,43 %, wogegen der Anteil an LNG auf 21,99 % stieg. Das seit 2014 für die Insel Madeira bereitgestellte LNG wird in ISO-Containern im Hafen Lissabon verladen, von wo aus es zur Insel Madeira verschifft wird. Auf der Insel werden die Container auf der Straße zu einer Regasifizierungsanlage bei Câmara de Lobos transportiert, von wo aus anschließend das Erdgas einem Kraftwerk zugeführt wird.
Im Jahre 2021 wurden 32,58 % des elektrischen Stroms regenerativ erzeugt. Größten Anteil daran hatte die Windenergie mit 15,08 %, gefolgt von der Wasserkraft mit 9,59 % und der Solarenergie mit 3,83 %. Bis zum Jahr 2026 soll der Anteil regenerativer Energie auf 50 % steigen.

### Verkehr

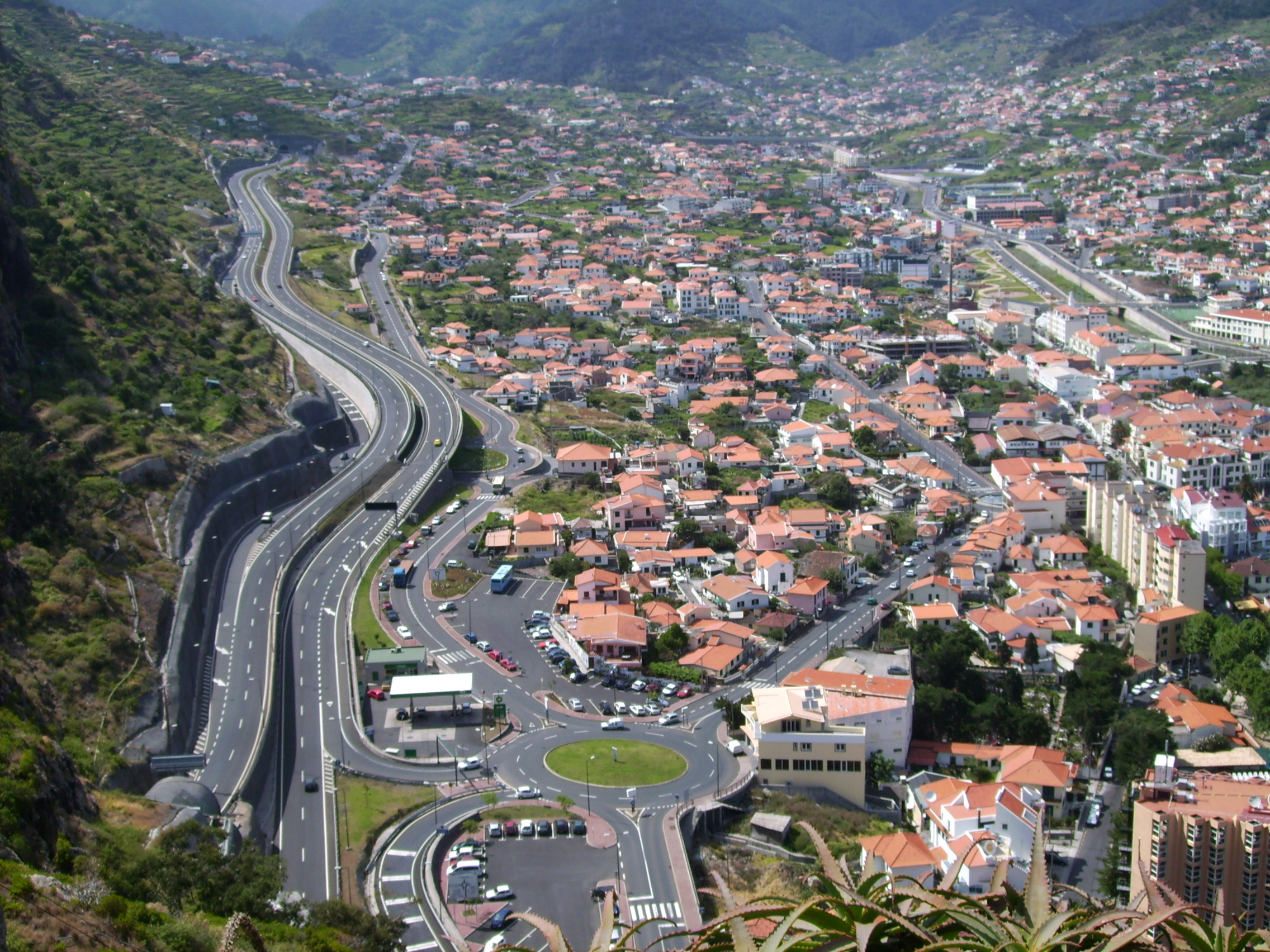
Blick auf die Schnellstraße bei Machico

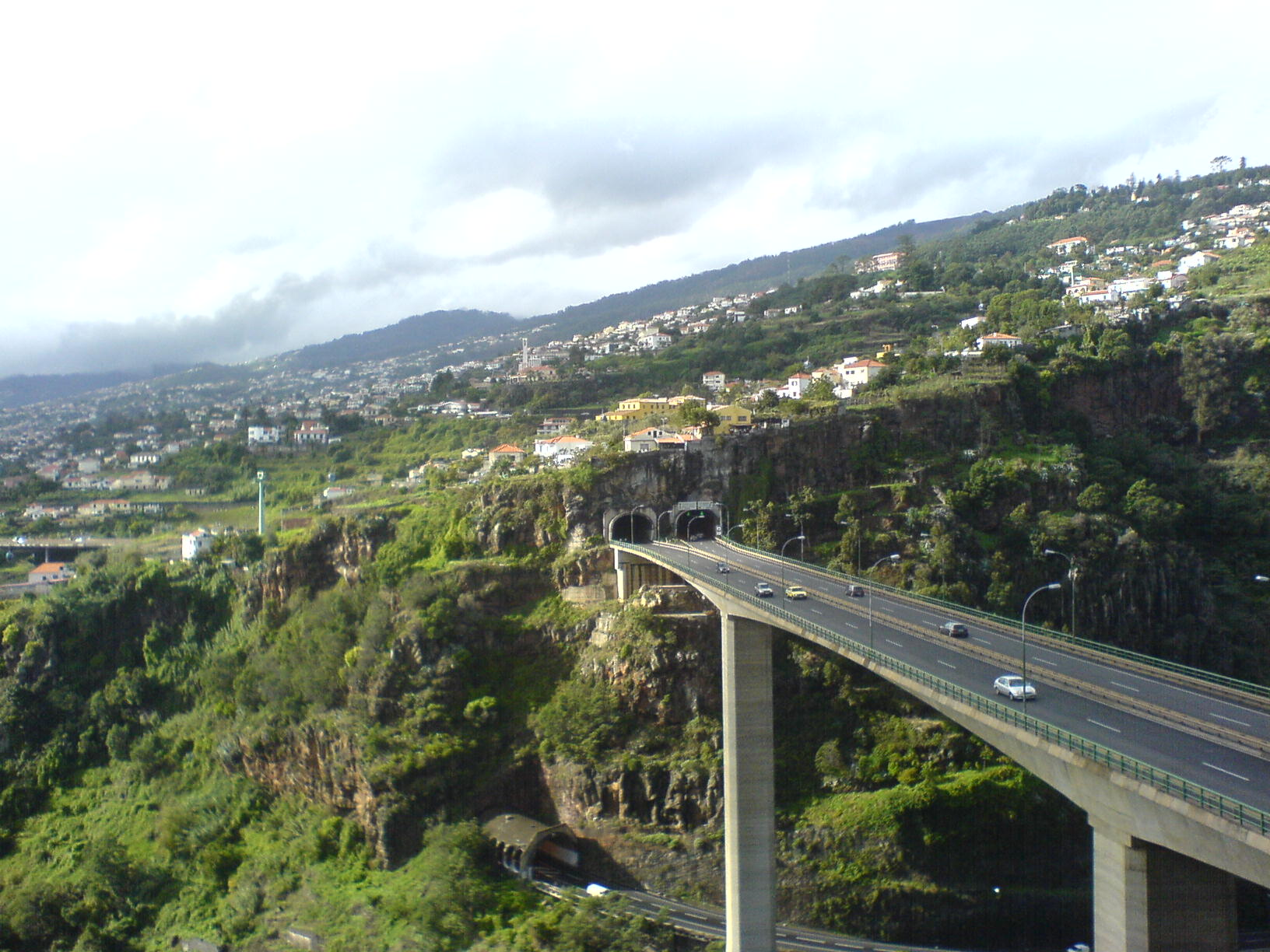
Straßenbrücke der VR1 bei Funchal

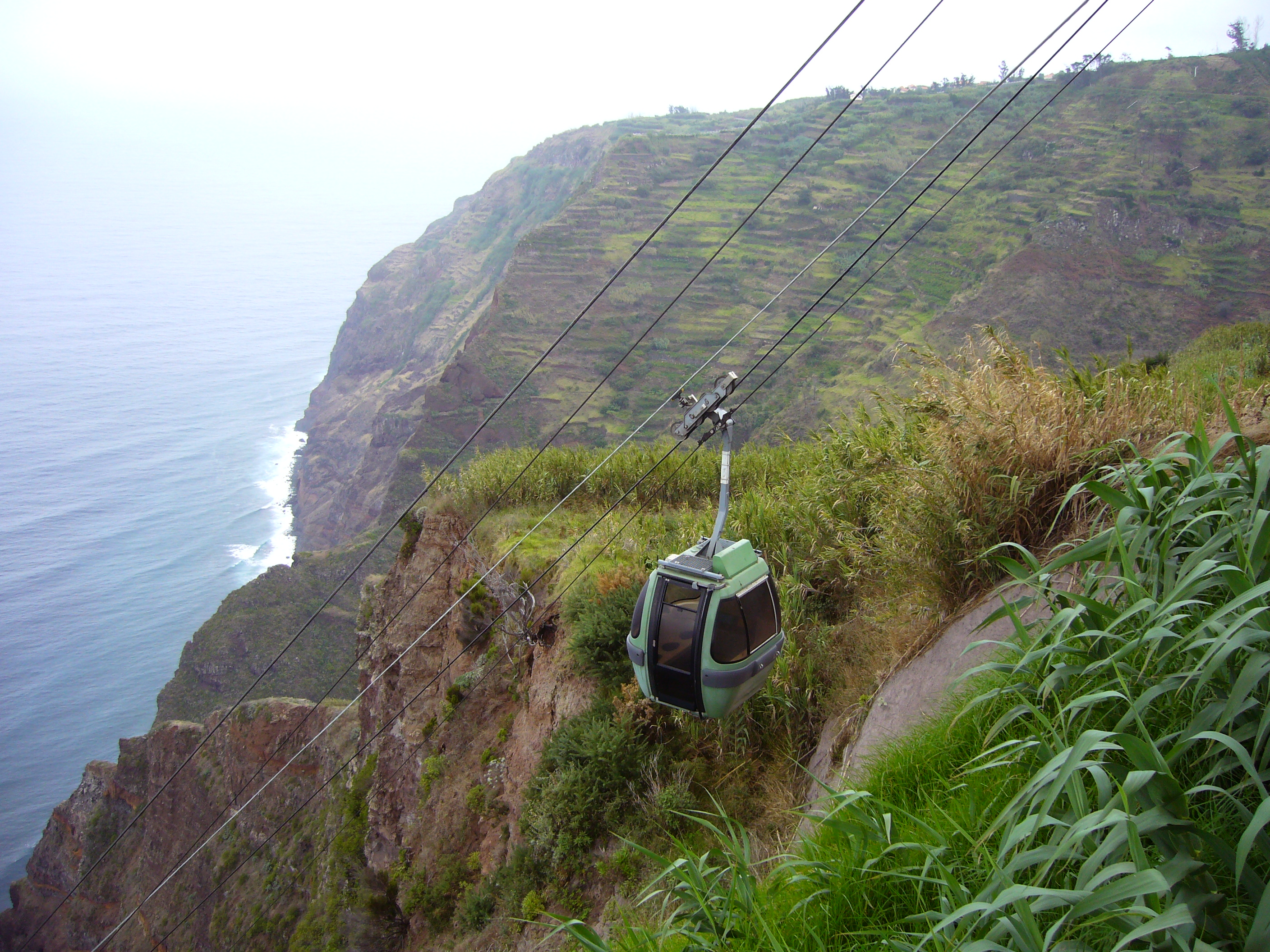
Achadas da Cruz, Madeira; Fahrt zu den Fajã da Quebrada Nova

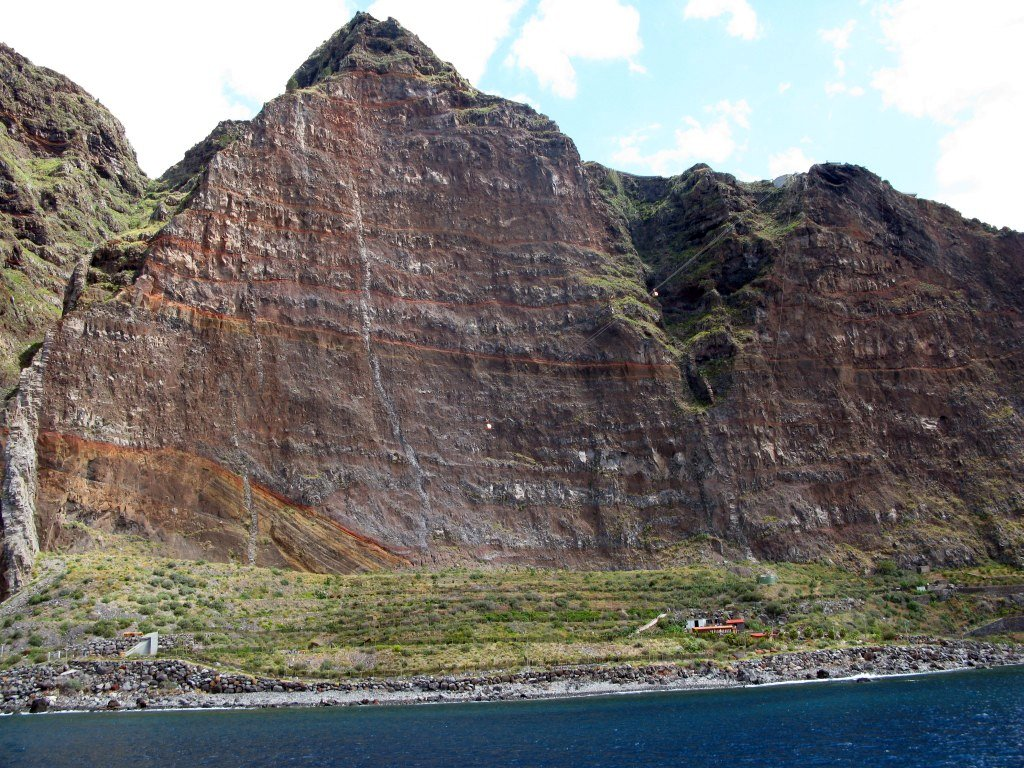
Rocha do Navio, Santana, Madeira. Talstation links unten, Bergstation im rechten Sattel auf dem Grat

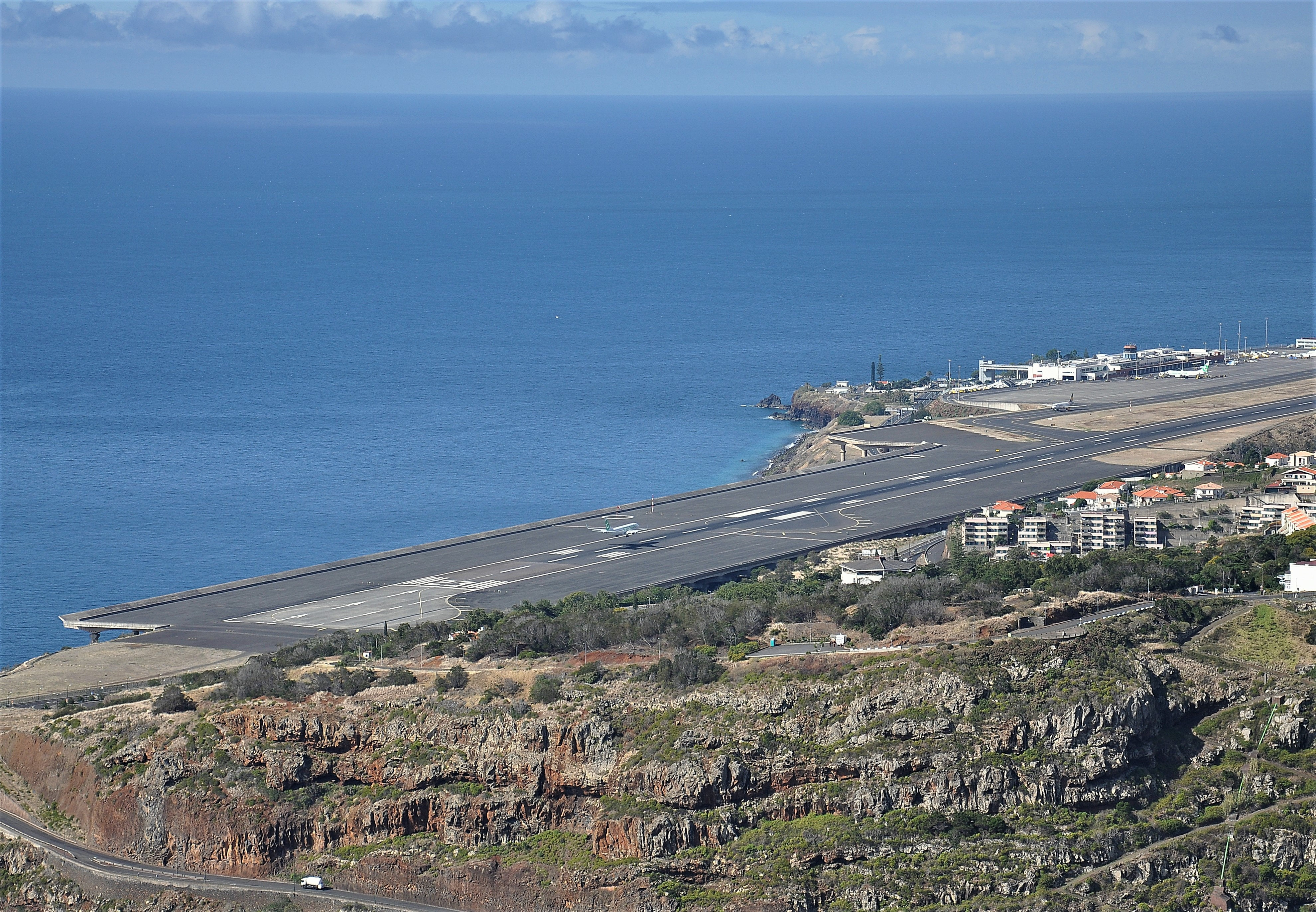
Flughafen Madeira Cristiano Ronaldo in Santa Cruz

#### Straßennetz
Ende der 1990er Jahre wurde das Straßennetz unter Einsatz von EU-Mitteln aus dem Regionalfonds stark modernisiert. Dabei wurden auch Schnellstraßen gebaut und damit enge und steile Straßen in den Ortschaften entlastet. Für dieses Straßennetz wurden zirka 140 Tunnel, neue Brücken sowie zahlreiche Hangabstützbauwerke gebaut. Die topographisch schwierige Insel ist damit – vor allem in ihrem touristisch stark frequentierten südlichen Teil – dem Straßenverkehr weitgehend gewachsen. Von besonderer Bedeutung ist die rund 42 km lange Schnellstraße Via rápida 1 (VR1). Sie ist gekennzeichnet durch die generelle Höchstgeschwindigkeit von 90 km/h, die oft auf 70 km/h beschränkt wird, enge Aus- und Einfahrten ohne Verzögerungs- bzw. Beschleunigungsstreifen und keine Standspuren. Die VR1 beginnt nördlich von Ribeira Brava und verläuft entlang der Südküste an Câmara de Lobos, Funchal und Machico vorbei bis nach Caniçal. Dabei wurde der Flughafen angeschlossen.
Der Pkw-Bestand wuchs ab etwa 1975 auf europäisches Durchschnittsniveau an.

#### Öffentlicher Busverkehr
Das Netz der Überlandbusse ist auf Funchal ausgerichtet. Im Osten der Insel existiert ein dichtes Netz von Linien, die häufig auch die Autobahn bis Machico benutzen. Der Westen und der Norden der Insel sind weniger gut bedient. Ins Hochland im Inselinneren fahren keine Linienbusse. Dort an Wanderparkplätzen sieht man Busse der Firma Spring always und Taxen.
Es gibt mehrere Busgesellschaften im Linienverkehr:
- Horarios do Funchal betreibt in Funchal ein dichtes Stadtbusnetz sowie Überlandlinien in den Osten und unter dem Namen Companhia Dos Carros De São Gonçal in den Norden.
- SAM – Sociedade de Automóveis da Madeira bedient den Osten.
- Rodoeste bedient die Südküste und fährt über Calheta bis Paul do Mar, Ponta do Pargo und Porto Moniz.

#### Bahnverkehr
Von 1893 bis 1943 gab es eine Zahnradbahn von Funchal nach Monte, die Caminho de Ferro do Monte.

#### Seilbahnen
Auf Madeira gibt es acht Luftseilbahnen. Die beiden größeren befinden sich in Funchal. Sie verbinden die Altstadt (Teleférico Funchal-Monte) und seit 2005 den botanischen Garten (Teleférico do Jardim Botânico da Madeira) mit Monte.
Daneben bestehen noch fünf kleinere Seilbahnen, die ursprünglich gebaut wurden, um Bauern den Zugang zu ihren Feldern zu erleichtern und landwirtschaftliche Erzeugnisse zu transportieren oder den Zugang zu einem Strand zu erleichtern:
- Die Seilbahn von Achadas da Cruz (Porto Moniz) verbindet den Ort Achadas da Cruz mit dem Strand.[26]
- Die Seilbahn von Fajã dos Padres mit zwei Kabinen wurde 2016 errichtet, um eine Strecke von etwa 300 Metern entlang eines Steilhangs zu überbrücken.[27]
- Die Seilbahn am Ponta do Garajau mit zwei Kabinen, die seit 2007 im Betrieb ist und von der Statue Christo Rei zum Strand führt.[28]
- Die Seilbahn von Rancho (nahe Cabo Girão) ist seit August 2003 in Betrieb und verbindet mit zwei Kabinen zu je sechs Plätzen den Ort Rancho mit dem Landstrich Fajãs do Cabo Girão.[29]
- Die Seilbahn zum Naturpark Rocha do Navio befindet sich an der Nordküste bei Santana. Sie ist seit 2024 auch für Touristen wieder zugänglich und wird nicht nur von Bauern benutzt, die unten an der Küste ihre Felder bearbeiten. Die Fahrt in der 1927 gebauten Seilbahn dauert circa 5 Minuten.[30]
- Die Seilbahn Porto da Cruz wurde 2005 errichtet und verbindet mit einer Kabine den Ort mit den am Fuß der Klippe liegenden Gärten.[31]
- Die Seilbahn Seilbahn Ponta do Sol im Kreis Pontal do Sol wurde 2005 gebaut und verbindet den Ort Canhas mit Anjos.[32]

#### Luftverkehr
Der 1963 eröffnete Flughafen Madeira Cristiano Ronaldo in Santa Cruz im Osten der Insel bildet den Hauptverkehrsknotenpunkt Madeiras. Im Jahr 2000 wurde die Landebahn für 520 Millionen Euro auf 2781 Meter verlängert, damit der Flughafen auch von Großraumflugzeugen angeflogen werden kann. Die 1000 Meter lange Verlängerung ruht auf 180 Betonpfeilern. Sie überspannt die Küstenstraße.
2,3 Millionen Passagiere nutzten 2005 den Flughafen, wobei die maximale Kapazität bei 3,5 Millionen Fluggästen pro Jahr liegt.
Von Deutschland ist Madeira etwa vier Flugstunden, von Lissabon eineinhalb Flugstunden entfernt.

#### Schifffahrt
Bis zum Ausbau des Straßennetzes spielte die Küstenschifffahrt auf Madeira eine wichtige Rolle für den Waren- und Personentransport, da der Transport mit Schiffen oft viel einfacher war. Bis Ende des 19. Jahrhunderts erfolgte die Küstenschifffahrt mit Segel- und Ruderbooten, dann übernahmen kleine Dampfschiffe diese Aufgabe wie die Gavião.
Regelmäßige Fährverbindungen von Europa oder dem Afrikanischen Festland nach Madeira bestanden lange nicht. Nur zwischen Madeira und der Nachbarinsel Porto Santo fährt täglich eine Fähre der Porto Santo Line. Seit dem 9. Juli 2006 verbindet eine weitere Fähre Madeira mit der kanarischen Insel Gran Canaria. Ab Juni 2008 bis Frühjahr 2012 existierte eine wöchentliche Autofähre ab/bis Portimão (Algarve/Portugal) mit Funchal. Die Überfahrt nach Porto Santo dauert etwa zwei bis drei Stunden, nach Gran Canaria etwa 14 Stunden.
Madeira ist ein beliebtes Ziel von Kreuzfahrtschiffen, die vornehmlich den Hafen von Funchal in den Frühlingsmonaten ansteuern. Der gesamte Frachtverkehr der Insel wird über den Hafen Caniçal abgewickelt.
Madeira ist oft Zwischenstation für Segler bei der Atlantiküberquerung. Neben dem Yachthafen in Funchal wurden in vielen Orten neue Anlagen gebaut.

### Steuererleichterungen
Zur Erleichterung von Unternehmensansiedlungen wird eine Vielzahl von finanziellen Anreizen gewährt. Bis 2012 bestand auf der Insel eine Steuerfreizone, seit 2013 beträgt die Körperschaftsteuer fünf Prozent. Madeira wird deshalb als Steueroase bezeichnet. Zu den angeworbenen Firmen (insgesamt 2700 Unternehmen) gehörte bis 2011 auch die Swatch Group. Auf dem Papier war der Schweizer Uhrenkonzern zeitweise mit fast 600 Millionen Euro der zweitgrößte Warenexporteur der Insel.
Die Niedrigsteuerpolitik, die von der EU-Kommission bis 2027 genehmigt ist, sollte die Wirtschaft auf Madeira ankurbeln. Tatsächlich profitieren internationale Großkonzerne und Vermögende über Briefkastenunternehmen, wie eine medienübergreifende Recherche des Bayerischen Rundfunks BR zusammen mit der spanischen Zeitung La Vanguardia, der französischen Zeitung Le Monde und dem Österreichischen Rundfunk ORF belegt. Zwar ist es eine formale Voraussetzung der EU-Kommission für die Genehmigung der Niedrigsteuer, dass auch Arbeitsplätze geschaffen werden, jedoch existieren diese laut den Medienrecherchen oft nur zum Schein.

## Kunst und Museen

### Azulejos

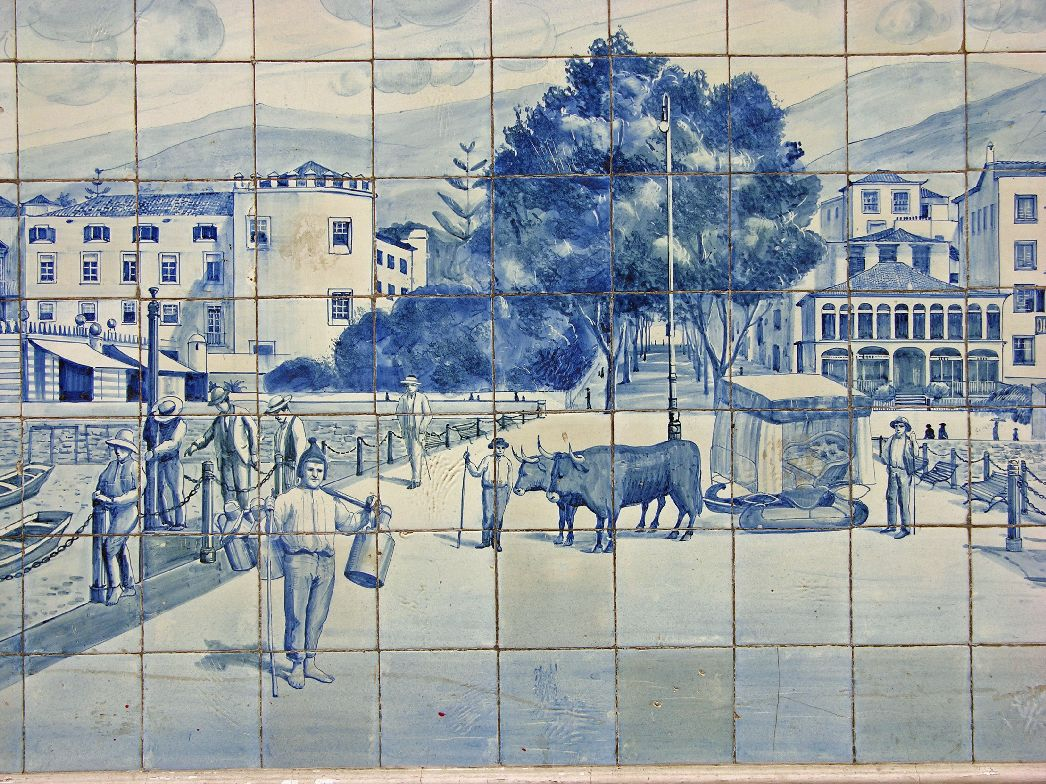
Azulejo mit historischer Szene, Funchal

Azulejos sind Mosaiken aus zumeist quadratischen, bunt bemalten (zumeist blaufarbenen) und glasierten Keramikfliesen. Diese wetterfesten Fliesen sind an öffentlichen Gebäuden, Hausfassaden und Kirchen, auch auf Innenwänden zu sehen. Häufig sind alte Blumen-, Vogel- und Schiffsmotive verarbeitet.
Die Azulejos wurden erstmals um 1500 aus maurischen Werkstätten in Südspanien nach Portugal eingeführt. Im 16. Jahrhundert entstanden die ersten portugiesischen Keramikmanufakturen. Ab dem 17. Jahrhundert kam es über die Niederlande in Mode, Keramikerzeugnisse nach chinesischem Vorbild in Blau und Weiß zu dekorieren. Die meisten Azulejos in den Kirchen Madeiras stammen aus dieser Zeit.
Moderne Azulejos sind in der Hauptpost von Funchal sowie im Schlossgarten von Monte zu sehen.

### Korbflechtarbeiten
Korbflechtarbeiten aus Weidenruten haben auf Madeira eine lange Tradition. Die Weidenrute eignet sich aufgrund ihrer Biegsamkeit sowohl für feine und leichte Gegenstände als auch für die Herstellung von Möbelstücken wie zum Beispiel Körbe oder Sessel.

### Museen
Fast alle Museen befinden sich in Funchal:
- Museu Photographia Vicentes
- Kulturgeschichtliches Museum in der Quinta das Cruzes
- Museu de Arte Sacra
- Museu Henrique e Francisco Franco
- Museu de Arte Contemporânea (seit 2015 in Calheta)
- Sammlungen Frederico de Freitas (private Sammlung mit allem zu Madeira, was Freitas erwerben konnte)
- Stickereimuseum im Instituto do Vinho, do Bordado e do Artesanato da Madeira
- Museu da Electricidade
- Madeira Story Centre
- CR7 Museum
- Museu da Baleia da Madeira (Caniçal)

## Sport

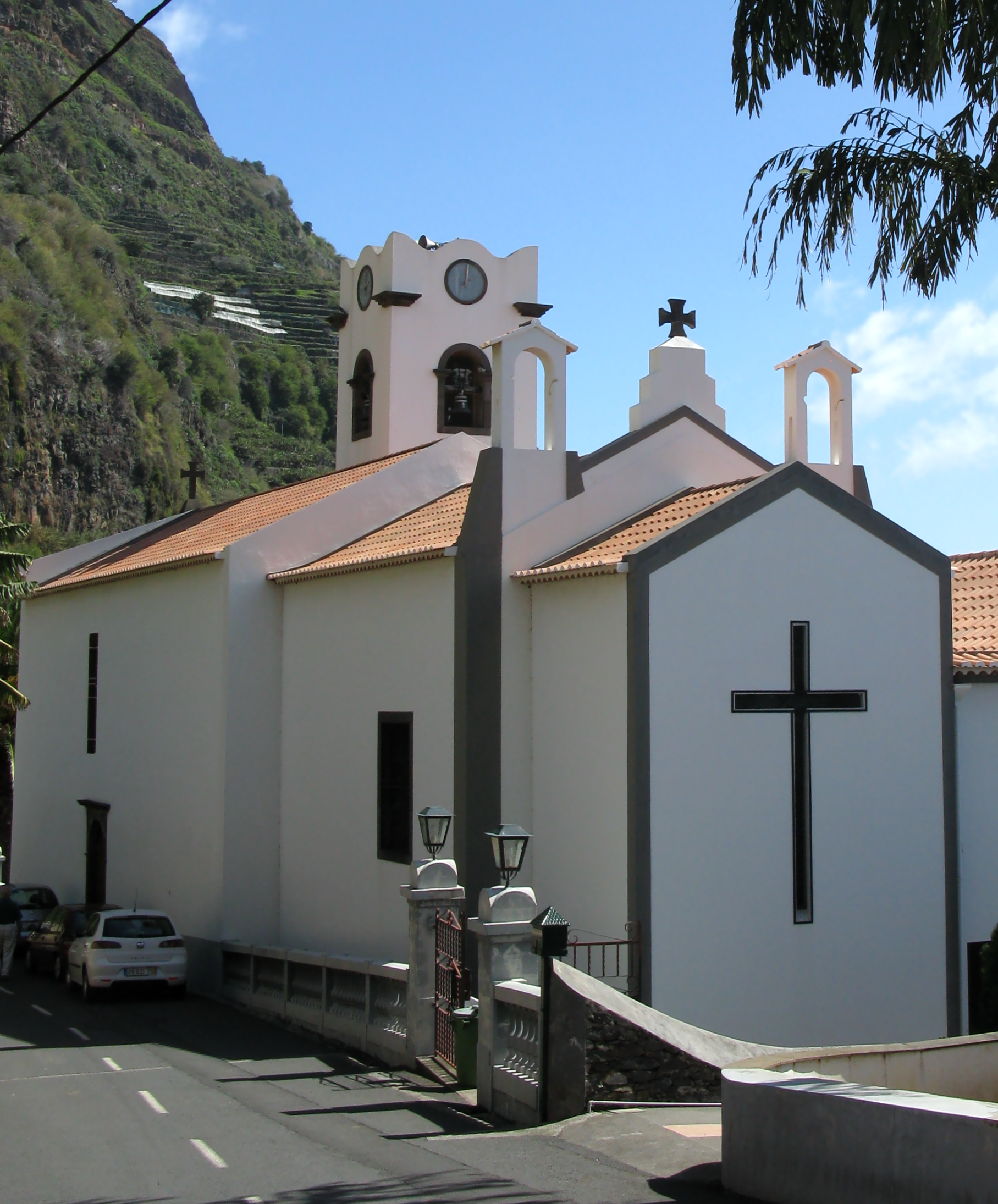
Die Kirche von Madalena do Mar auf Madeira, der hypothetische Beerdigungsplatz von Władysław von Warna, König von Polen, Ungarn und Kroatien

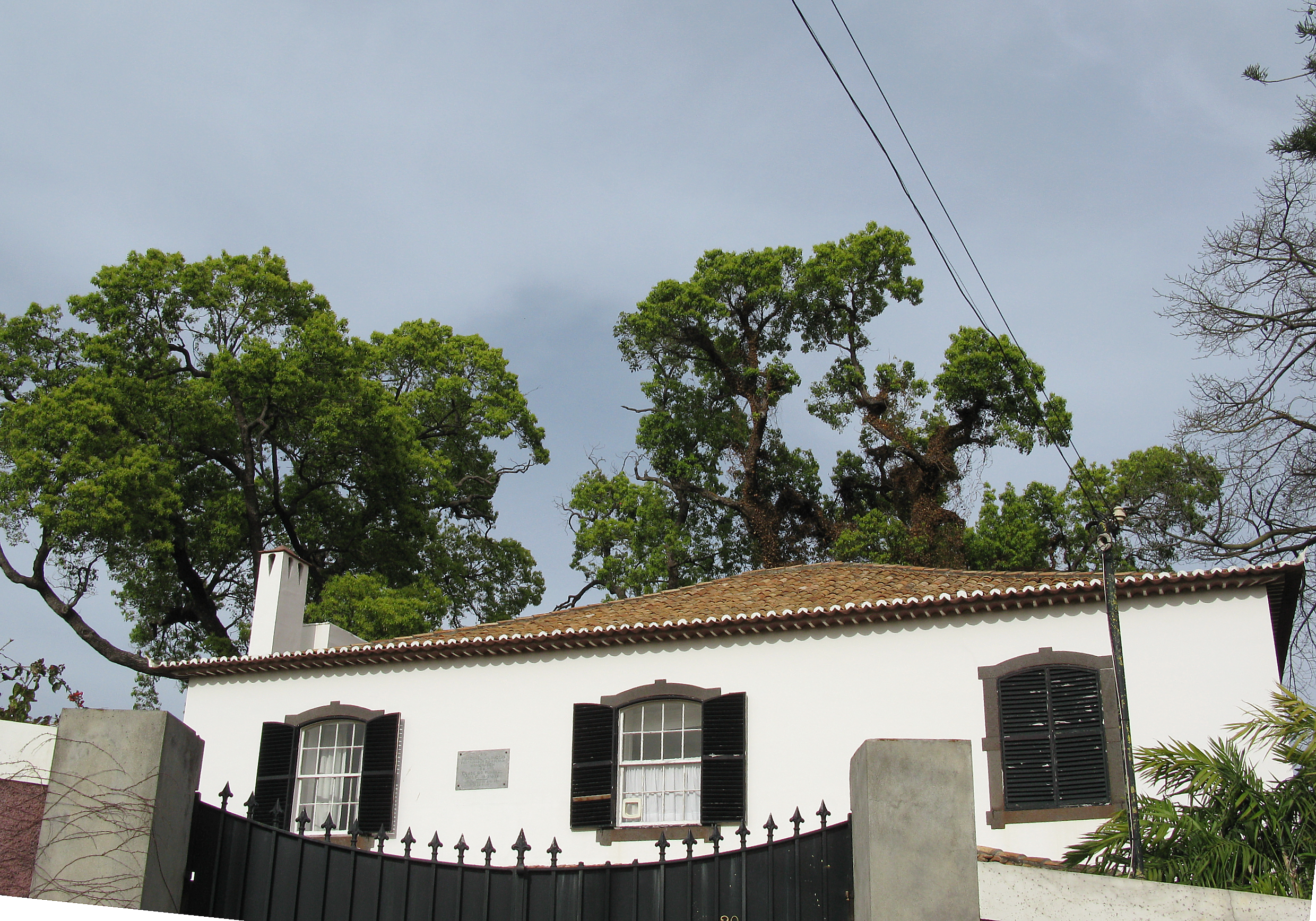
Die Villa Quinta Bettencourt in Funchal

- Nacional Funchal (Jugendverein von Cristiano Ronaldo)
- Marítimo Funchal
- União Madeira
- Madeira Andebol SAD, Handballverein

## Berühmte Besucher und Einwohner
Gemäß einer portugiesischen Legende überlebte der König von Polen, Ungarn und Kroatien Władysław die Schlacht bei Warna 1444 und ließ sich anschließend unter dem Namen Henrique Alemão auf der Insel Madeira nieder.
Christoph Kolumbus lebte vor der Entdeckung Amerikas 1492 hier und war in Madeira mit der aus dem Hochadel stammenden Dona Filipa de Perestrelo e Moniz verheiratet, der Tochter von Bartolomeu Perestrelo, Gouverneur der Insel Porto Santo. Ob sein Sohn Diego Kolumbus hier oder in Lissabon auf die Welt kam, ist umstritten.
Die österreichische Novara-Expedition ankerte vom 8. bis 17. Juni 1857 vor Madeira. Österreichs Kaiserin Elisabeth – bekannt als Sisi – (1837–1898) verbrachte im Winter 1860/61 ein halbes Jahr auf Madeira, um sich von einem Lungenleiden zu erholen.
Vom 6. bis 9. September 1910 machte die Antarktisexpedition unter der Leitung von Roald Amundsen mit ihrem Schiff Fram auf dem Weg zum Südpol hier ihre letzte Zwischenstation, bevor sie zur Bucht der Wale aufbrach. Auch die Terra-Nova-Expedition von Robert Falcon Scott, die 1912 tragisch enden sollte, legte im Sommer 1910, vom 23. bis 26. Juni, einen Zwischenstopp auf der Insel ein.
Der letzte Kaiser Österreichs, Karl I., wurde 1921 mit seiner Frau Zita (1892–1989) nach Madeira ins Exil verbannt. Er starb, praktisch mittellos geworden, am 1. April 1922 in Monte oberhalb Funchals an einer Lungenentzündung und wurde in der dortigen Kirche Nossa Senhora do Monte beigesetzt.
Der polnische Staatsmann Józef Piłsudski verweilte auf Madeira vom 21. Dezember 1930 bis 22. März 1931. An seinen Kuraufenthalt erinnert eine Erinnerungstafel in der Villa Quinta Bettencourt im Vorort von Funchal.
Auch der britische Staatsmann Winston Churchill besuchte Madeira. Er logierte im mondänen Hotel Reid’s Palace in Funchal. Oberhalb von Câmara de Lobos befindet sich eine Gedenktafel, die daran erinnert, dass Churchill an diesem Platz einige Bilder malte.
Seit 1960 besaß der Schauspieler Gustaf Gründgens ein Ferienhaus auf Madeira.
Der Fußballspieler Cristiano Ronaldo wurde 1985 in Funchal geboren und begann seine Karriere bei CD Nacional Madeira, bis er 1997 im Alter von zwölf Jahren auf das Festland zog, um bei Sporting Lissabon zu spielen. Am 15. Dezember 2013 eröffnete er in Funchal sein eigenes Museum.

## Kulinarisches

### Espada und Espetada

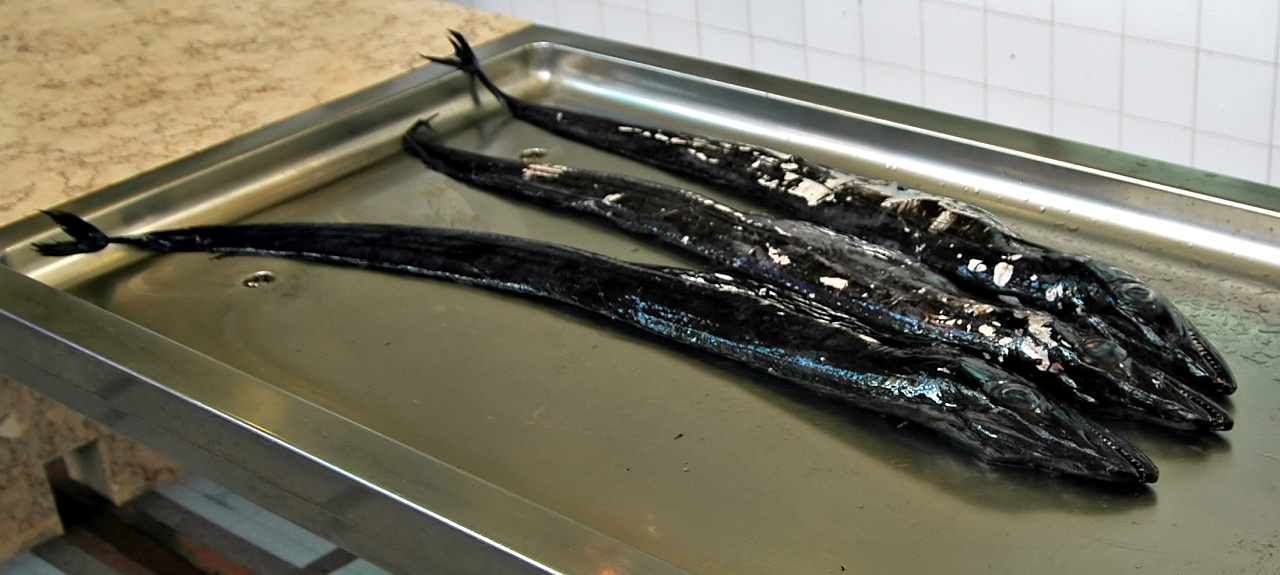
Schwarzer Degenfisch auf dem Fischmarkt von Funchal

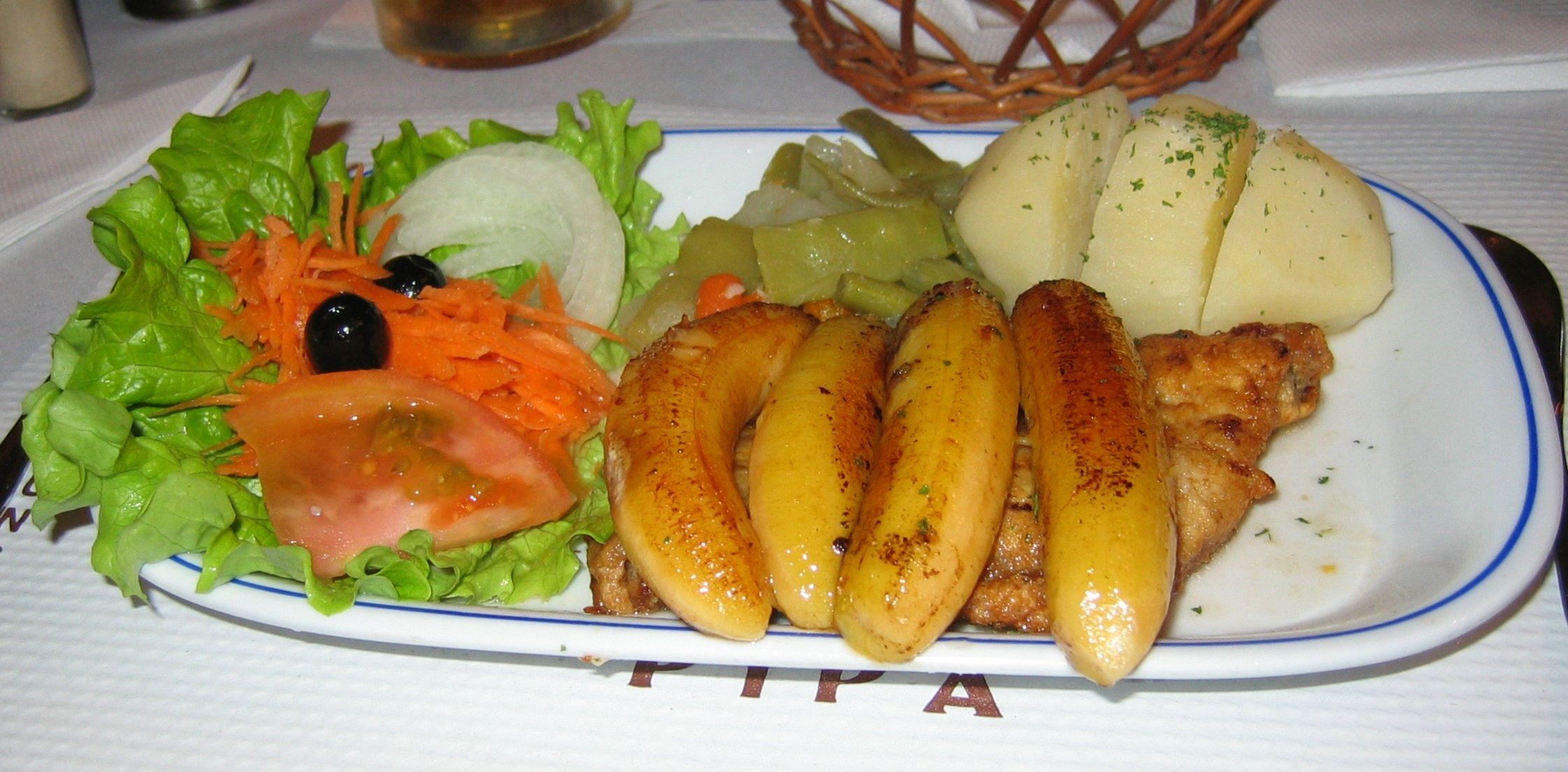
Typische Zubereitung des Espada mit Bananen

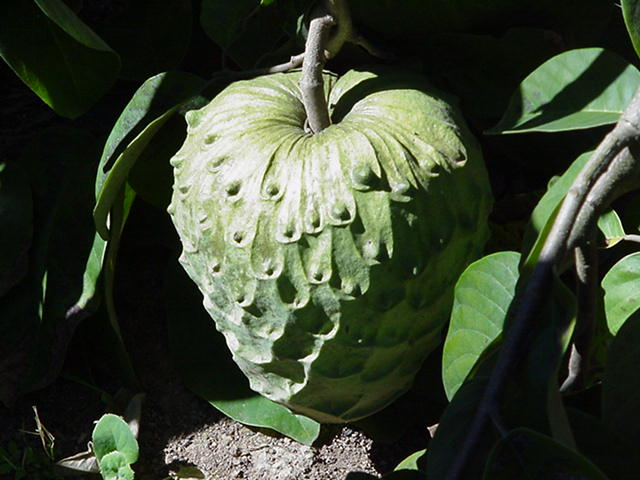
Frucht von Anona da Madeira

Eine der originalen Spezialitäten der madeirischen Küche ist der Schwarze Degenfisch, der hier Espada genannt wird. Er wird meist als gebratenes Filet serviert, typischerweise zusammen mit halbierten Bananen. Der Degenfisch lebt meso- bis bathypelagisch in 200 bis 1700 m Tiefe im Nordatlantik zwischen den Bermudas, Neufundland, Labrador, der Diskoinsel, Island, den Orkney-Inseln und Madeira sowie über mehreren unterseeischen Gebirgen dazwischen. Er steigt nachts ins freie Wasser auf und sinkt morgens wieder ab. Weitere sechs sehr ähnliche Arten, die man seit Lowe abgegrenzt hat, machen die Gattung fast zirkumglobal.
Nicht zu verwechseln mit der Espada ist die Espetada, ein etwa ein Meter langer Fleischspieß. Traditionellerweise ist der Spieß aus Lorbeerholz gefertigt. Da der Lorbeerwald jedoch mittlerweile unter Naturschutz steht, wird von der traditionellen Zubereitung normalerweise Abstand genommen.

### Maronen
In den Monaten Oktober bis Dezember werden Maronen (Esskastanien) angeboten, die auf Holzkohle geröstet und mit Meerwasser übergossen werden.

### Madeirawein
Der Madeirawein, oft auch nur kurz „Madeira“ genannt, ist eine bekannte Spezialität, die auch in der traditionell gehobenen Küche genutzt wird. Mindestens ebenso bekannt wie das Ausgangsprodukt ist die auf seiner Grundlage zubereitete Madeirasauce.
Nach der verwendeten Rebsorte werden folgende vier Arten unterschieden: vom trockenen Sercial über Verdelho (halbtrocken) und Boal (Bual) (halbsüß) zum süßen Malvasia (Malmsey). Daneben findet man selten auch noch die Rebsorte Terrantez, die ähnlich wie Verdelho als halbtrocken einzuordnen ist. Die Lese des Weins beginnt Mitte August und dauert rund sechs Wochen. Abgefüllt werden pro Jahr etwa 5,3 Millionen Flaschen. Die alkoholische Gärung wird zunächst mit hochprozentigem Alkohol (Weinbrand) gestoppt, dadurch bleibt eine gewisse Restsüße im Wein erhalten. Anschließend wird der Wein durch Erhitzen in sogenannten Estufas weiterbehandelt und für mehrere Jahre im Fass gelagert, dieses gilt jedoch nur für die Weinqualitäten, die älter als fünf Jahre sind. Bei den dreijährigen Qualitäten wird das Estufa-Verfahren im Edelstahltank herbeigeführt. Im Unterschied zum Sherry, der oft im Solera-Verfahren weiter veredelt wird, bleibt der Wein eines Jahrgangs unangetastet. Als voroxydierter Wein gewinnt er nicht durch die anschließende Flaschenlagerung, kann aber gut 100 Jahre gelagert werden, wenn der Korken alle 15 Jahre erneuert wird. Auch eine geöffnete Flasche Madeira ist sehr haltbar und kann noch nach einem Jahr ohne Qualitätsverlust getrunken werden. Der Alkoholgehalt liegt zwischen 18 und 21 Vol. %.

### Poncha
Das Nationalgetränk Madeiras ist die Poncha, eine Mischung mit süßlichem Geschmack aus zu je einem Drittel aus Zuckerrohrschnaps (Aguardente-Cana), Honig und Zitronensaft. Die Poncha wird neben der klassischen Variante mit Zitrone auch mit Maracuja, Orange, Tamarillo oder im Fischerort Câmara de Lobos mit Absinth angeboten.

### Anona
Die Insel Madeira ist berühmt für die Qualität der Anona-Früchte (Cherimoya). Die Festa da Anona (Annona Festival) ist traditionell und findet jährlich in der Pfarrgemeinde Faial statt. Diese Veranstaltung fördert den Verzehr dieser Früchte und ihrer Derivate wie Liköre, Pudding, Eis und Smoothies.

## Umwelt

### Wasserknappheit und Infrastrukturprobleme
Wasserknappheit ist ein zunehmendes Problem, das durch hohe Verbrauchszahlen und marode Wasserleitungen verschärft wird. Defekte Infrastruktur führt zu erheblichen Wasserverlusten, was die Versorgungssicherheit beeinträchtigt. Zudem sind viele Kläranlagen auf Madeira außer Betrieb, obwohl sie gebaut wurden, um die Wasserqualität zu verbessern. Nur drei von 18 Anlagen funktionierten 2015 tatsächlich, was Fragen zur Abwasserbehandlung und zum Schutz der Küstengewässer aufwirft.

### Mikroplastik und Plastikverschmutzung
Obwohl die Strände Madeiras im Vergleich zu anderen Regionen Makaronesiens relativ sauber sind, wurde an allen untersuchten Stränden Mikroplastik gefunden. Diese Belastung betrifft nicht nur die Strände, sondern auch die Meeresökosysteme und Nahrungsketten der Insel. Außerdem wurde eine sogenannte „Plastikruste“ an Felsküsten entdeckt, bei der sich Plastikpartikel als Kruste auf Steinen ablagern – ein neuartiges Umweltproblem.